# Historia del algodón

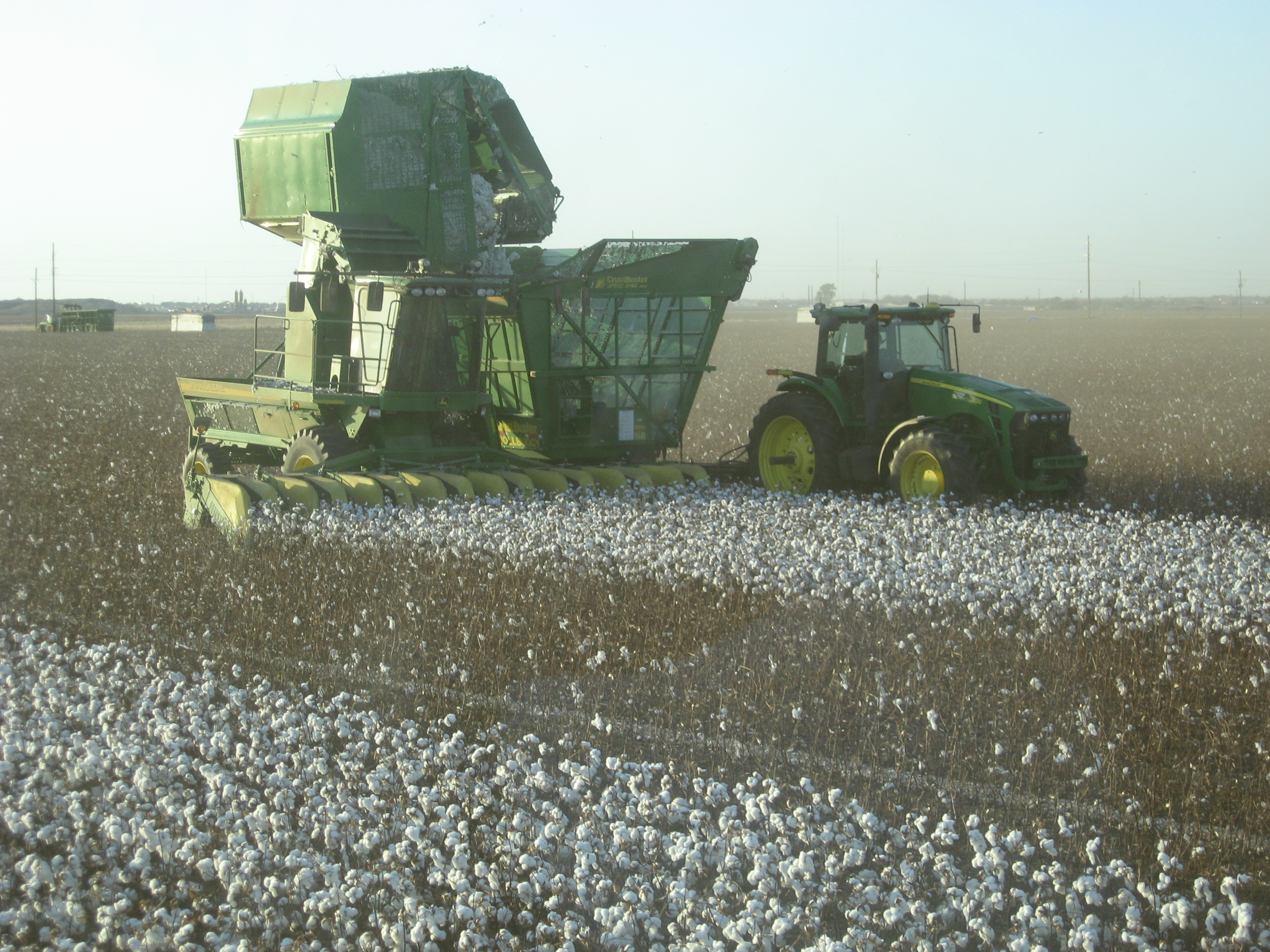
Cosecha mecanizada del algodón (2010)

Recolección manual del algodón (1908)

La historia del algodón comenzó con la domesticación del cultivo. Ha sido una actividad tradicional en diversas culturas de América, África y Asia y su comercio hacia Oriente Medio, el Mediterráneo y Europa tiene una historia milenaria.
El algodón jugó particularmente una función importante en la historia económica de la India desde tiempos antiguos, que mediante la exportación de tejidos llegó a ser una gran potencia económica con un importante superávit con Europa en la época moderna. El control del este comercio y la necesidad de equilibrar los desequilibrios mercantiles fue un foco económico clave para múltiples países en los siglos XVII y XVIII. La victoria británica en la pugna por el control de este comercio fue una de las bases del imperio británico y las ramificaciones llevaron a numerosas consecuencias en otros países.
Una de estas consecuencias fue la búsqueda de nuevos focos de producción del algodón, algo que afectaría a países en el Caribe, a Brasil, Egipto y Estados Unidos. Notablemente este último desarrollaría una poderosa economía algodonera en el sur del país basada en plantaciones esclavistas, que sería una de las dinámicas de su política en el siglo XIX y terminaría causando una guerra civil.
Los problemas de abastecimiento derivados de esta guerra volverían a incentivar la búsqueda de nuevos mercados en pleno auge del colonialismo, siendo un cultivo que se intentó desarrollar en múltiples colonias en África y Asia durante los siglos XIX y XX. El algodón fue también un gran foco de industrialización en Europa durante el periodo, ocupando la producción de tejidos de algodón a una gran mano de obra y siendo fundamental en los cambios sociales y políticos de la época, al mismo tiempo que una importante mercancía en los mercados financieros y un gran foco de las políticas coloniales.
En el siglo XX el algodón seguiría siendo un foco en la economía planificada soviética, así como de las disputas que llevaron a la descolonización en países como India y parte de las turbulencias de varios países descolonizados en África y Asia. Al día de hoy continúa siendo un cultivo y mercancía de importancia global.

## Historia temprana
La historia de la domesticación de algodón es muy compleja y no completamente conocida. Varias civilizaciones domesticaron por separado el algodón, tanto en el Viejo como en el Nuevo Mundo. Con ello inventaron herramientas equivalentes, incluyendo peinetas, lazos, husos y telares primitivos.
Los tejidos de algodón más antiguos se han encontrado en tumbas y ruinas de civilizaciones en climas secos, donde los tejidos no se pudren completamente.

### América
En América, restos de algodón fueron descubiertos en una cueva cerca de Tehuacán, México, que datan del año 5500 a. C., pero su antigüedad ha sido cuestionada. Fechada de manera más fehaciente es la domesticación de Gossypium hirsutum en México entre alrededor de 3400 y 2300 a. C.[cita requerida] El periodo formativo (1500 a. C-850 a. C.) supone un auge del uso del algodón en Mesoamérica. Desde ahí, las variedades más domesticadas permitieron la expansión del cultivo a zonas vecinas. Para el año 100 d. C., el cultivo se había extendido tan al norte como la actual Arizona, con indicaciones de que el tejido y el comercio del algodón eran actividades relevantes económica y culturalmente.
En Perú, el cultivo de la especie de algodón indígena Gossypium barbadense se ha fechado, a partir de un hallazgo en Ancón, hasta c. 4200 aC, y fue la columna vertebral del desarrollo de culturas costeras como el Norte Chico, Moche y Nazca. El algodón se cultivaba río arriba, se convertía en redes y era comercializado en las aldeas de pescadores a lo largo de la costa a cambio de grandes suministros de pescado. Los españoles que llegaron a México y Perú a principios del siglo XVI encontraron que la población cultivaba algodón y portaba vestimentas fabricadas con sus tejidos.

### África Oriental
El algodón (en su especie local Gossypium herbaceum de acuerdo a estudios paleogenéticos de muestras de Qasr Ibrim) parece haber sido domesticado alrededor del 5000 a. C. en el oriente del actual Sudán, cerca de la cuenca media del río Nilo, donde se producían tejidos de algodón. Existen sin embargo desacuerdo en las dataciones más antiguas, siendo las dataciones más conservadoras del periodo 1800 a. C - 700 a. C.
El cultivo, hilado y tejido del algodón fue una fuente de riqueza en Meroe durante el siglo IV a. C. El rey axumita Ezana afirma en sus inscripciones que destruyó grandes plantaciones de algodón durante su conquista de Meroe en dicho siglo. Dada la coincidencia de la estacionalidad de las inundaciones del río Nilo y el periodo de maduración de la variedad, se cree que el cultivo no se producía en la ribera del Nilo sino en la vecina meseta de Butana que separa al Nilo del Atbara y donde se regaba gracias a los uadis. Los textiles de algodón formaban una parte significativa de los tejidos empleados en las diferentes culturas de Nubia Se han encontrado igualmente restos de herramientas y representaciones artísticas del cultivo de la planta. El procesado de la planta parece haber tenido lugar mayormente en dos ubicaciones en la rivera del río Nilo cerca de los núcleos políticos con el cultivo siendo probablemente un cultivo comercial en la región. Algunos autores proponen que la cantidad de mano de obra involucrada, la necesidad de organizar el riego y los indicios de producción sistemática sugieren cierta organización por algún tipo de autoridad. La exportación del producto en gran cantidad es más dudosa.
Hay igualmente restos arqueológicos que muestran focos puntuales de producción de algodón en oasis más al norte, como Dajla y Kellis, ya en la zona bajo control político del imperio egipcio. El algodón era también conocido en zonas vecinas como partes del actual Chad desde época antigua. Los fulani, en las estribaciones del macizo de Mandara tejen el algodón como parte de su vestimenta tradicional. El área de cultivo debía ser sin embargo restringida, dado el carácter tropical de la planta.

### El valle del Indo y Persia
Un descubrimiento arqueológico en Mejergar remonta la datación de algodón más temprana en el subcontinente indio al 4000 a. C. gracias a restos de fibras preservadas en enterramientos. La cultura del valle del Indo empezó cultivar algodón hacia el 3000 a. C. Las primeras menciones en himnos hindúes datan de 1500 a. C. La especie usada en el Indo fue Gossypium arboreum, o árbol del algodón.
Aunque la ropa en Mesopotamia se elaboraba mayormente a partir de lana, se han encontrado restos de tejidos de algodón que datan del siglo VIII a. C. Existe un debate académico sobre si la palabra acadia kinnidu (que podría estar relacionada con la raíz árabe de la que procede el término algodón) corresponde a este u otro tipo de textil. De ser así, el corpus de menciones sería mucho más amplio y el algodón habría sido un tejido escaso por la ausencia de producción local, quizás comparable al lino o lana teñida que también se habían de importar y por ello aceptable para ser ofrecido a los dioses. Una inscripción de Senaquerib afirmando haber introducido el cultivo de "árboles de lana" en el siglo VII a. C. muestra ya inequívocamente que el cultivo de la variedad india se intentó extender al oeste hasta Mesopotamia, aunque la ausencia de menciones posteriores hacen pensar que fue infructuoso o abandonado. De ser el kinnidu algodón, habría sin embargo registros de producción local en Babilonia en el siglo siguiente.
Durante los siglos VI a IV a. C. se han encontrado restos textiles elamitas y persas así como semillas. Adicionalmente se conservan menciones de tablillas de Uruk que registran importaciones de textiles desde Gandhara, en el Indo. El historiador griego Heródoto menciona igualmente el uso de algodón en las provincias indias del imperio persa en el siglo V a. C. como:

Ellos poseen una especie de planta que, en vez de fruto, produce lana de una calidad más hermosa y mejor que la de los carneros: de ella los indios hacen sus vestidos.

La bibliografía generalmente acepta como demostrados casos puntuales de cultivo en del golfo pérsico, dadas las referencias a su cultivo en el actual Bahréin. Plinio atribuye a Teofrasto la siguiente descripción de la isla de Tilos en el golfo pérsico:

Estos árboles llevan un fruto como un calabacino y del grueso de un membrillo llegado a su grado de madurez, se abre con estallido y deja ver un vello lanoso del que se hacen vestidos como de una preciosa estofa de lino.

Estas menciones documentales se corroboran con las excavaciones arqueológicas en Qalat al-Bahrein. Más escasas son las evidencias del cultivo de algodón en Arabia, si bien se ha propuesto Madain Salih como otro yacimiento con indicios de producción de algodón.

### El comercio grecorromano e indopersa
Cuando Alejandro Magno realizó sus campañas indias, sus tropas empezaron a llevar ropa de algodón al ser más cómoda que su indumentaria de lana. Notablemente el algodón permitía su uso tanto como en tejidos como en bruto como relleno de colchones y sillas de montar. Megástenes dijo a Seleuco en Indica "hay árboles donde crece la lana".
Estrabón, otro historiador clásico, mencionó la riqueza de los tejidos indios. Plinio el Viejo lo describió como un cultivo de Arabia y el Alto Egipto, usado por los sacerdotes egipcios.

En el Alto Egipto, hacia Arabia, crece un arbusto que los unos llaman Gossypion y los otros Xylon. Es pequeño y lleva un fruto semejante a una avellana en la cual hay un vello sedoso que se hila. Con él se hacen magníficas vestiduras para los sacerdotes de Egipto y nada es comparable a estas bellas estofas por su blancura y suavidad.

Arriano mencionó en su Historia de Alejandro el comercio indio-árabe de tejidos de algodón en 130 d. C. Dicho comercio es también recogido en el Periplo del mar Eritreo entre los siglos I y III  d. C. Según esta obra, parece que los árabes traían algodones de la India a Aduli, puerto del mar Rojo; que los puertos de la otra parte de este mar tenían un comercio establecido con Patata (en el Indo), Ariake y Barygaza (la moderna Barocha) y de ellos recibían mercaderías de algodón de diferentes especies. Barygaza exportaba una gran cantidad de tejidos de algodón fabricados en las provincias a las cuales se comunicaba por el puerto de esta ciudad así como en el interior de las comarcas más remotas de la India. Masaba (actual Masulipatam) era famosa por sus fábricas de estofas de algodón y que las muselinas de Bengala eran en esta época superiores a todas las demás y llamadas por los griegos Gangitiki, nombre que indicaba que estaban fabricadas en las riberas del Ganges. Las excavaciones arqueológicas en puertos del mar Rojo que formaban parte de esta ruta comercial, como Berenice y Myos Hormos, han encontrado restos de algodón que se presume de origen indio.
La mercancía terminaba llegando a puertos del Mediterráneo oriental como Tiro y Sidón, desde donde era comercializado como un producto de lujo dada la ausencia de producción propia en el mundo grecorromano. Dado el pequeño volumen de mercancía que llegaba a Occidente, el algodón no tuvo un efecto relevante en la moda y costumbres, aunque su importación desde la India continuara a pequeña escala hasta el periodo bizantino.
Sería el mismo foco indio el que extendería el cultivo al sudeste asiático desde el siglo II-III, desde donde llegaría a China el conocimiento del tejido aunque este no se comenzaría a cultivar en la zona hasta siglos más tarde. El conocimiento local de la seda, preferida por las élites locales, limitó la adopción del tejido en el país. Asimismo en el clima tropical del sudeste asiático se desarrolló la industria textil sobre el árbol algodonero (Bombax ceiba) en vez de sobre la planta de algodón (variedades del género Gossypium), lo que no era reproducible en los climas secos más al norte.

## Edad Media y Renacimiento

#### SiglosV-VIII
Los egipcios cultivaron y tejieron algodón desde 600–700 d. C. Pese a ello, Egipto era un líder mundial en la producción de lino, lo que dejaba al algodón como un producto secundario fundamentalmente para un reducido consumo interno. Igualmente se usaba a escala local entre las tribus de la península arábiga del periodo.
Las desmotadoras de algodón de rodillo manual fueron utilizadas en el subcontinente indio desde el siglo VI, extendiéndose desde allí a otros países. Entre los siglos XII y XIV, aparecieron las desmotadoras de rodillo dual en India y China. La versión india fue mayoritaria durante el comercio de algodón mediterráneo hacia el siglo XVI. Este dispositivo mecánico era, a veces, movido por la fuerza del agua.

#### El algodón en el mundo islámico

##### El auge del algodón
La revolución agrícola del islam medieval supuso importantes cambios en los cultivos en Asia Central y Oriente Medio, siendo la generalización del algodón desde el siglo VIII una de las principales consecuencias. El cultivo se extendió desde Persia a Armenia en Oriente y con la conquista musulmana del Magreb a África Occidental, siendo cultivado tan al sur como Siyilmasa.
El análisis de las muestras supervivientes indica que se extendió la variedad Gossypium herbaceum. Este género originario de Aragbia se adaptaba bien a las condiciones secas abundantes en esa amplia región, lo que se vio reforzado por el periodo cálido medieval y el desarrollo de sistemas de regadío en el mundo islámico. El algodón permitía una cosecha en suelos hasta entonces marginales combinable con una segunda cosecha de cereal, lo que era mucho más rentable que esquemas de cereal y barbecho practicados con anterioridad.
Asimismo, emires locales como los hamdánidas en el norte de Siria eran grandes terratenientes que gobernaban territorios relativamente centralizados y se beneficiaban de cultivos más intensivos. La existencia de industrias textiles estatales que databan del periodo bizantino y sasánida particularmente hacía que el algodón encajara en sus planes. Bajo un esquema llamado tiraz, el gobernante controlaba la producción de tejidos para uso en el mercado urbano de la capital y su exportación.

##### Persia y Asia Central
En Persia, el cultivo de algodón se volvió común en Merv, Rayy y Fars. Tenía asimismo una implantación histórica en Sogdiana y el Turquestán, que bajo dominio islámico fue también una fuente de tejidos. En los poemas de algunos poetas persas del siglo XI como Ferdousí y Shahnameh, hay muchas referencias al cultivo del algodón (panbe en persa). En Asia Central se convirtió en un cultivo para exportación siguiendo la ruta de la seda, especialmente entre los reinos uigures de las cuencas del Tarim y Turfán.
Persia fue uno de los focos de difusión cultural del algodón, como se evidencia en que el término persa panbe es la raíz del turco pamük y a través de este y de la expansión del imperio otomano, de los términos de lenguas de Europa Oriental como el húngaro pamut o el serbocroata pamuk. Asimismo, las primeras ilustraciones claras de la rueda de hiladura provienen del mundo islámico y datan del siglo XI. La primera referencia inequívoca a una rueda de hiladura en India datada de 1350, sugiriendo que la rueca o rueda de hiladura fue inventada en el mundo islámico y más tarde introducido en la India a través de Persia. El desarrollo de esta fue una innovación crítica, pues el hilado suponía alrededor de un 80 % de la mano de obra necesaria y la nueva máquina permitió una reducción de tiempo considerable en la tarea. Su introducción supuso que el algodón se difundiera como un cultivo destinado a la producción de excedentes para la venta a gran escala, en vez de para autoconsumo local o como producto de lujo.
Al norte de Persia el reino uigur de Qocho, aunque budista, adoptó igualmente el algodón, exportándolo desde el siglo X a China. Marco Polo (en el siglo XIII) al referirse a los principales productos de Persia incluye el algodón. Rubruquis nota igualmente el uso de la ropa de algodón entre los pueblos de las estepas en el mismo periodo, con la aclaración de que la seda es tenida como el producto de lujo para las élites mientras que la ropa de algodón es la alternativa asequible para la mayoría de la población.

##### Mundo mediterráneo
En el mundo árabe el algodón era igualmente cultivado en Siria, Anatolia y Chipre. Su cultivo en Egipto era en cambio muy reducido dado el predominio del lino en el país, dependiéndose en cambio de la importación de algodón desde territorios más al sur. La conquista de zonas algodoneras era así necesaria para el funcionamiento de los tiraz de estados sin producción.
Siendo un producto de bajo coste, era habitualmente valorado entre los gobernantes que deseaban mostrar austeridad según las directrices religiosas y la imagen esperada de un buen monarca. Así era usado en el Egipto ayubí y mameluco, en Siria o en el Magreb almohade en los que se difundieron vestimentas como la jubbah originarias de Asia Central. Durante la Edad Media se observa en el registro arqueológico un aumento de la cuota de mercado del algodón frente a alternativas como la lana o el lino en lugares como Egipto y Nubia. Las versiones de lujo solían tener brocados de seda u otros materiales, pero existían versiones puramente de algodón al alcance de las clases populares. En algunas zonas como Laodicea o Cilicia se producían versiones famosas combinadas con seda, tintes o hilo de oro para su exportación como producto de lujo.
El uso era particularmente habitual en velas, ropa interior y uniformes para soldados, especialmente al poder ser comprado por la intendencia militar en grandes cantidades a un precio razonable. Debido a este uso militar, fue un material controlado en el imperio otomano y su exportación restringida.

### Mediterráneo Occidental
El algodón se introdujo en Europa durante las conquistas musulmanas de la península ibérica y Sicilia, lo que se refleja en su etimología en la mayoría de lenguas europeas: del árabe al-qutún (قطن) provienen tanto el hispano algodón como las variantes cotton (inglés), coton (francés) y cotone (italiano).
En Al Ándalus el algodón se empezó a cultivar en Sevilla, Málaga y Guadix. Pese a ello, la producción local de la planta en la península ibérica y el norte de África tuvo un volumen reducido. Junto a ello se desarrolló una industria textil para consumo local, que influiría también en la industria textil cristiana de Barcelona. Se extendió el uso de los fustanes, un tejido de algodón de bajo coste, entre otros tejidos. Capmany dijo del comercio de Barcelona:

Entre los diversos tejidos que distinguían antiguamente a Barcelona, los más importantes eran los tejidos de algodón. Los fabricantes de este género de estofa, que formaban corporación desde el siglo XIII, preparaban e hilaban el algodón para la tejeduría de diferentes estofas que se fabricaban, principalmente para hacer de él teclas de velas. Este ramo de industria daba lugar a transacciones comerciales muy extendidas en esta ciudad que fue durante más de cinco siglos el apostadero de las escuadras españolas.

Pese a este comercio, la reducida producción local era insuficiente para la propia demanda interna y en buena parte se recurría al tráfico de algodón de otros orígenes. Desde el siglo XIII, los comerciantes catalanes fueron extendiendo sus redes comerciales hacia el norte de África, Sicilia y Egipto.
En Italia, el conocimiento de la urdimbre de algodón se extendió del sur al norte en el siglo XII cuando Sicilia fue conquistada por los normandos y para el siglo XIV era conocido en Lombardía y Venecia. El algodón se comenzó a cultivar en Sicilia y Malta, si bien era considerado de peor calidad que el algodón importado de Oriente. Palermo tuvo una modesta industria textil, si bien Sicilia fue más fuente de materia prima que de producto terminado. De ahí se extendió el cultivo a Apulia y Calabria.
En las repúblicas marítimas italianas, el algodón de Outremer era considerado una mercancía de mayor calidad y valor que la producción del sur italiano. Pese a ello, la escasez de algodón local en Europa hacía interesante controlar la producción siciliana, que cayó bajo predominio comercial de la República de Génova merced a un pacto con Guillermo I de Sicilia. A su vez los genoveses lo reexportaban hacia España y el norte de África. Venecia, Florencia, Perugia o Bolonia eran también protagonistas del tráfico de algodón con destino al mercado italiano mientras que Marsella, Montpellier, Saint Gilles y Cahors lo eran del tráfico hacia Francia. Marsella especialmente lo reexportaba también al norte de África, rivalizando con Génova.

### Centro y norte de Europa
El algodón fue un tejido común durante la Edad Media y era tejido a mano en telares. La rueca o rueda de hiladura, introducida en Europa sobre 1350, mejoró la velocidad de hiladura del algodón. El periodo también vio la instrucción de telares más eficientes, que supusieron un auge textil. Sin embargo, y pese a un creciente comercio con Oriente el algodón era a menudo un producto de segunda clase por su menor precio por kilogramo frente a la seda o los tintes. Pese a ello, genoveses y marselleses se disputaban el tráfico del algodón a Flandes y el norte de Francia, donde se usaba para mechas, guantes y capotas.

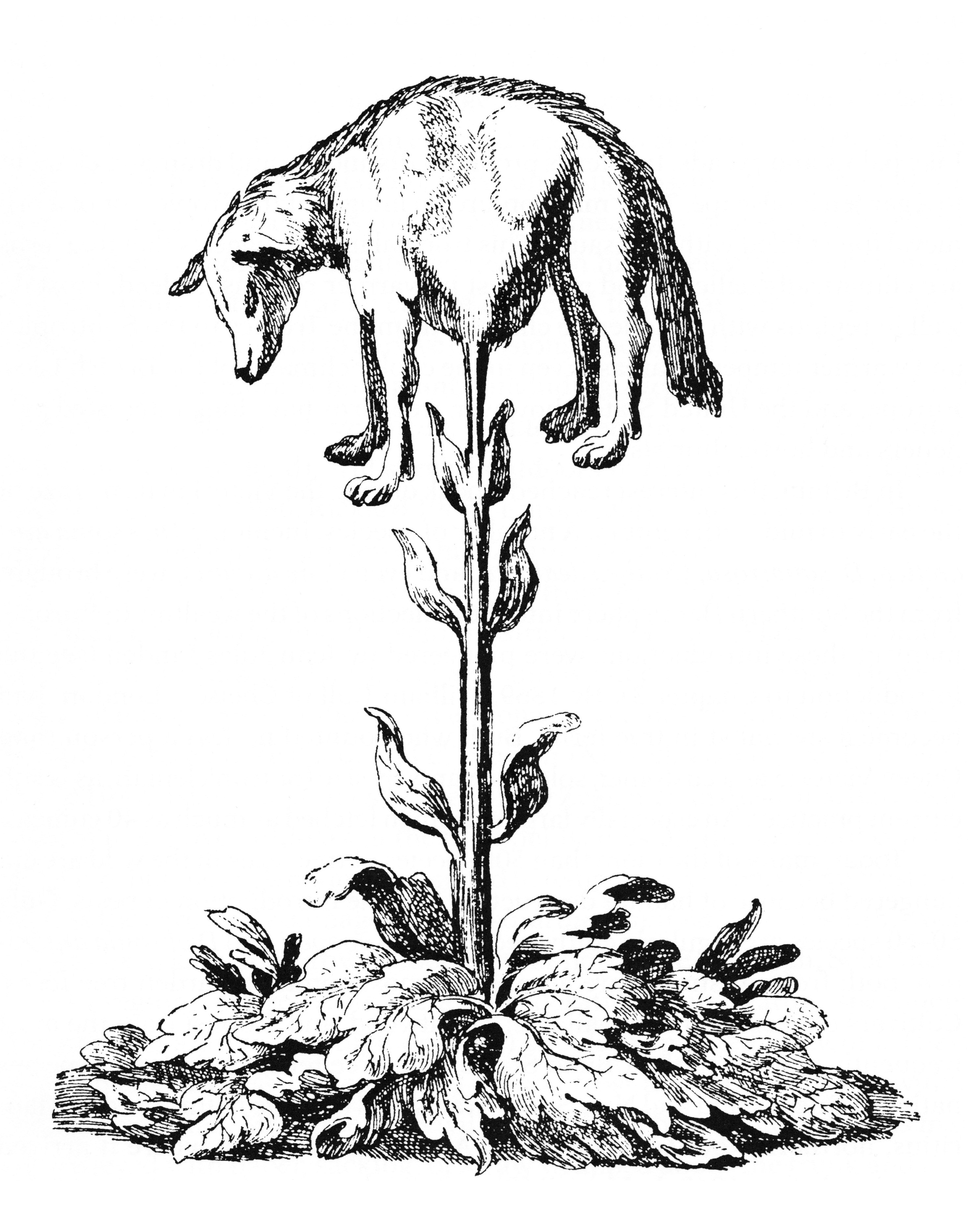
El desconocimiento del origen del algodón en el norte de Europa llevó a especulaciones fantasiosas.

En el norte de Europa, la planta de algodón fue en cambio desconocida hasta fechas posteriores. El inglés Juan de Mandeville, en su libro de viajes publicado entre 1357 y 1371, mencionó como un hecho cierto la creencia de que: Allá en la India crece un árbol maravilloso que cría pequeños corderos en el extremo de sus ramas. Estas ramas eran tan flexibles que se inclinaban para permitir comer a los corderos cuando tenían hambre. Estas creencias tienen un reflejo en el nombre del algodón en algunos idiomas europeos, como el alemán Baumwolle, que literalmente significa lana de árbol (Baum significa árbol y Wolle significa lana). Esa es la misma raíz usada en los idiomas escandinavos.
Pese a ello, el comercio difundió el algodón por Europa. Los fustanes, tejidos inicialmente en Italia y el mundo mediterráneo, fueron para finales del siglo XIV la causa de una revolución textil en Suabia, en el sur del Sacro Imperio. Ciudades como Augsburgo, Ulm, Ravensburg, o Memmingen fueron focos textiles, desde los que el producto se exportaba siguiendo rutas fluviales hasta mercados tan alejados como Viena, Bohemia, Polonia o Renania. Como en el mundo mediterráneo, esto trajo el desarrollo de una nueva clase urbana de obreros textiles y otra de mercaderes de larga distancia, que adquirieron importancia social.
Esta industria requería la importación de materia prima a través de las rutas comerciales italianas y para el para el siglo XV Venecia, Amberes y Haarlem eran puertos importantes en el comercio de algodón y la venta y el transporte de tejidos de algodón un lucrativo negocio. Así, Francesco Guicciardini en su descripción de los Países Bajos, en 1560, dice:

Amberes importaba de Venecia y de Milán, estofas de algodón, fustanes y bombasíes de diferentes y hermosas calidades

Así en el siglo XVI se van generalizando los brocateles y otros tejidos de algodón de origen italiano con las modas renacentistas.
La conquista otomana de Chipre privó al comercio mediterráneo italiano de una de sus fuentes principales de algodón. Con las restricciones otomanas a la exportación, el contrabando en la costa anatolia del mar Egeo fue una de las principales fuentes abiertas a dichos mercantes.

### América precolombina
El uso del algodón se desarrolló entre las culturas precolombinas. Cristóbal Colón encontró en sus viajes por las Bahamas y Cuba indígenas llevando algodón:

"el más costoso y más bello... Mantos de algodón y las camisas sin mangas bordadas y pintadas en diferentes colores y diseños"), un hecho que puede haber contribuido a su errónea creencia de haber alcanzado la costa india.

Clavijero, autor de la una Historia antigua de México afirmó:

Los Mexicanos hacían sus anchas telas de algodón tan finas y tan bellas como las telas de Holanda y eran muy estimadas en Europa. Entre los presentes enviados a Carlos V, por Cortés, el conquistador de México, se observaban capas, chupas, pañuelos, banovas y tapices de algodón. Ellos fabricaban también papel de algodón; una de sus monedas consistía en pequeñas piezas de algodón, etc

Similares descripciones hicieron los primeros españoles que visitaron las tierras de los hopi, donde describieron su cultivo a gran escala gracias al riego.

## Periodo moderno temprano

### India

#### La producción india

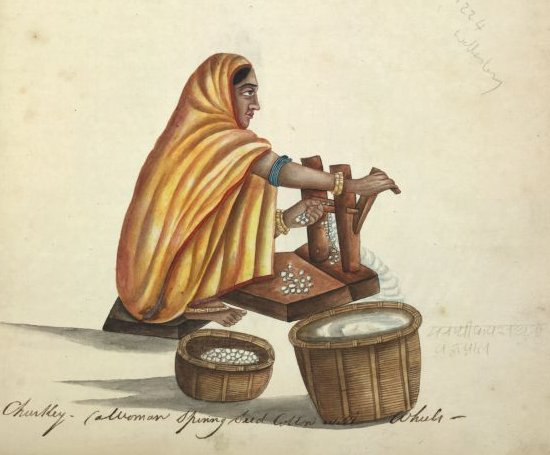
Mujer india desmotando algodón

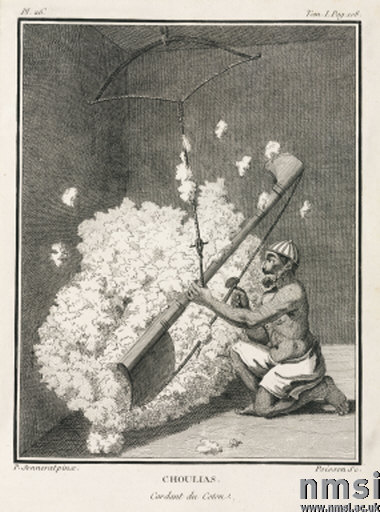
Grabado mostrando un trabajador indio durante el cardado (Dhunuri) de algodón (c. 1774-1781).

India fue una exportadora de tejidos de algodón a otros países desde la antigüedad. Fuentes como Marco Polo, que viajó por India en el siglo XIII, viajeros chinos que peregrinaban a santuarios budistas, Vasco Da Gama, quien llegó a Calcuta en 1498 y Tavernier, que visitó India en el siglo XVII, alabaron la calidad de los tejidos indios. Jean Chardin, un famoso viajero francés del siglo XVII, que había visitado el Imperio safávida describió las grandes explotaciones algodoneras de Persia.
El uso de desmotadoras de tornillo sin fin, inventadas en India durante la primacía del Sultanato de Delhi en los siglos XIII-XIV, se generalizó con el Imperio Mogol alrededor del siglo XVI y persiste hasta la actualidad. Otra innovación fue la incorporación de la manivela en la desmotadora, idea aparecida hacia finales del sultanato de Delhi o principios del Imperio Mogol. La producción de algodón, hilado en los pueblos y transportado a las ciudades en la forma de ovillos para ser tejidos, se desarrolló por difusión de la rueda de hiladura poco antes de auge mogol haciendo crecer la demanda. Estas mejoras técnicas supusieron un gran desarrolló de la producción textil en el imperio mogol.
Según los registros con una desmotadora de algodón india un hombre y una mujer podrían limpiar 28 libras de algodón al día. Con una Forbes modificada, un hombre y un chico podían producir 250 libras por día. Con 16 bueyes moviendo estas máquinas y unas pocas personas alimentando los animales, se podía producir el equivalente a 750 personas.
De comienzos del siglo XVI a comienzos del siglo XVIII la producción de algodón indio aumentó tanto en forma de algodón bruto como en productos textiles manufacturados. Los mogoles realizaron reformas agrarias para aumentar sus ingresos, favoreciendo los cultivos de más rentabilidad como el algodón y el índigo e introduciendo incentivos estatales para estos, lo que se sumó al aumento de la demanda.

#### Las exportaciones mogolas
La mayor industria del imperio mogol fue la producción textil de algodón, que incluía telas al por mayor, calicós y muselinas, disponibles en bruto y teñidos de colores. La industria textil era responsable de una gran parte del comercio internacional del imperio, llegando la India a suponer un 25 % del comercio textil mundial para principios del XVIII. El algodón indio era el bien manufacturado más importante en el comercio mundial del siglo XVIII, siendo consumido desde América a Japón. El mayor centro producción de algodón era el subah de Bengala, particularmente alrededor de su capital, Daca.
Los tejidos indios dominaron el comercio en el océano Índico durante siglos, siendo también vendidos en el comercio Atlántico y llegando a ser el 38 % del comercio en África Occidental a comienzos del siglo XVIII. En el golfo Pérsico el algodón era un bien exportado a Basora, Qatif y Baréin, donde se desarrolló una industria local basada en la materia prima india. Ormuz, entonces en manos portuguesas, se convirtió en un importante emporio comercial que movía más de dos millones de cruzados al año.
En otros mercados se exportaban tejidos ya manufacturadas. Solo Bengala suponía más del 50 % de las importaciones textiles neerlandesas desde Asia, y los textiles de Bengala eran exportados por su compañía comercial en grandes cantidades a Europa, Indonesia y Japón con rutas de comercio por el mundo islámico que llegaban hasta Asia Central, donde los textiles de algodón eran llamados "daka".

En cambio, la demanda de bienes europeos en la India fue muy reducida al ser una economía muy autosuficiente que no comproba más que productos de lana, metales y productos de lujo. El desequilibrio comercial supuso la transferencia de grandes cantidades de oro y plata a la India para pagar las importaciones del sureste asiático. Los tejidos indios, particularmente los de Bengala, mantuvieron una ventaja competitiva hasta el siglo XIX.

### Oriente Medio

#### La reapertura del comercio mediterráneo
Desde 1600, los otomanos fueron volviendo a exportar algodón. Contribuyeron a ello el fin de las guerras navales en el Mediterráneo contra los Habsburgo, que redujeron la necesidad del algodón para velas, y que el algodón se había convertido en un interesante cultivo para exportación. Algunas zonas del norte de Anatolia como Çorum, Niksar y Tokat se especializaron en el cultivo, lo que atrajo población y llevó a una protoindustria textil que también hilaba el algodón. En el sur, Adana vivió un auge algodonero que se extendió hasta Tarso. Otra área de cultivo de algodón era la zona entre los dos ríos Meandro en Anatolia Occidental. Finalmente, en Anatolia Oriental se cultivaba en Malatya, Erzincan y Alanya. El cultivo era una importante fuente de ingresos para el estado, que obtenía un 20 % de las cosechas como impuestos de los campesinos.
El imperio otomano no solo era un productor de materia prima. Desde estos focos agrícolas en Anatolia se hilaba y exportaba la materia prima a las industrias textiles de zonas como Tesalia. Los textiles de algodón así producidos se exportaban desde allí a Europa donde eran vistos como una alternativa más asumible a la seda o la lana. Esta visión era compartida en el imperio otomano, pues el mayor precio de la seda hacía que las exportaciones de este tejido fueran una mayor fuente de ingresos para el erario público que la exportación de algodón.
Los textiles de algodón también abastecían al mercado local otomano de Constantinopla, con tejidos y brocados especializados provenientes de diferentes ciudades como Bursa, Tire, Akçaşehir, Nazilli o Beyşehir. Algunos autores sugieren que algunas telas de las provincias como Manisa, Diyarbarkir o Alepo (alaca, çiçekli) serían también productos de algodón. El algodón debía competir internamente con los productos de lana de Tesalónica o el lino del mar Negro. En general el sector textil era rural, enfocado al mercado local de cada provincia o la exportación a la capital. Tejedores, tratantes y tintoreros, entre otras actividades, tenían gremios corporativos. A través de los mercados urbanos (pamük han), el estado controlaba y gravaba el comercio de algodón.
El sector del algodón seguía siendo relevante a principios del siglo XVIII, pero enfrentó a los elevados impuestos y a problemas para obtener tintes como el índigo. Así Tokat pasó a priorizar la producción de cobre en vez de hilo de algodón y se observan signos de decadencia en las industrias textiles de Tesalia. La creciente demanda europea hizo que también se exportara materia en bruto desde puertos otomanos como Esmirna o Aydin, lo que añadió presión a los precios locales.

#### El algodón en Palestina
El algodón se cultivaba también en Oriente Medio, siendo una de las actividades económicas de la región. Una zona algodonera fue Bani Sa'b, uno de los distritos de Galilea. El algodón allí cultivado era comerciado desde el puerto de Jaffa. Esta producción fue particularmente importante durante el gobierno de Zahir al-Umar, un señor local que capturó el competidor puerto de Acre.
Zahir creó un emporio comercial en Acre donde el estado tenía un monopsonio como único comprador de los agricultores y controlaba la exportación. Los compradores europeos competían a su vez entre sí como compradores de la mercancía, una vez que la fuente india estaba en manos británicas. Eso alteró el balance de poder, dado que antes los mercaderes habían podido tratar directamente con los pequeños productores de la zona y lograr precios más bajos. Algunos autores señalan que la medida logró subir los precios que recibían los agricultores, cuya capacidad previa para fijar precios había sido muy reducida. Por el contrario, la subida de precios causó numerosas quejas francesas y británicas ante la Sublime Puerta, teórica soberana de Zahir, lo que forzó un acuerdo entre el gobernanten y los europeos en 1753.
Los ingresos de la actividad fueron lo bastante relevantes como para nombrar gobernador de la zona a su sobrino, Ayub al-Karimi, y no sólo sólo enriquecieron a la familia gobernante sino también a su primer ministro, Ibrahim Sabbagh, que medió en los acuerdos con los comerciantes europeos. Fueron asimismo críticas para la consolidación del poder regional de Zahir y para el desarrollo económico de sus dominios. Zahir llegaría a ofrecer crédito a los mercaderes locales mientras que Acre se convirtió en el gran destino del comercio francés y la capital de sus dominios. Gracias al comercio del algodón, también prosperaron las comunidades chiitas locales, que fueron un importante respaldo militar de Zahir. Reforzado económica y militarmente, Zahir conquistó el eyalato de Sidón, tras lo que desplazó las rutas comerciales europeas de Tiro y Sidón a Haifa, buscando un mayor control de los aranceles. En 1771 Zahir capturó tanto el puerto de Jaffa como las zonas de cultivo de algodón en Galilea.
Tras su muerte en 1775, su sucesor Jazzar Pasha mantuvo el esquema administrativo y económico que Zahir había establecido en Palestina.

### Mundo occidental

#### La demanda occidental

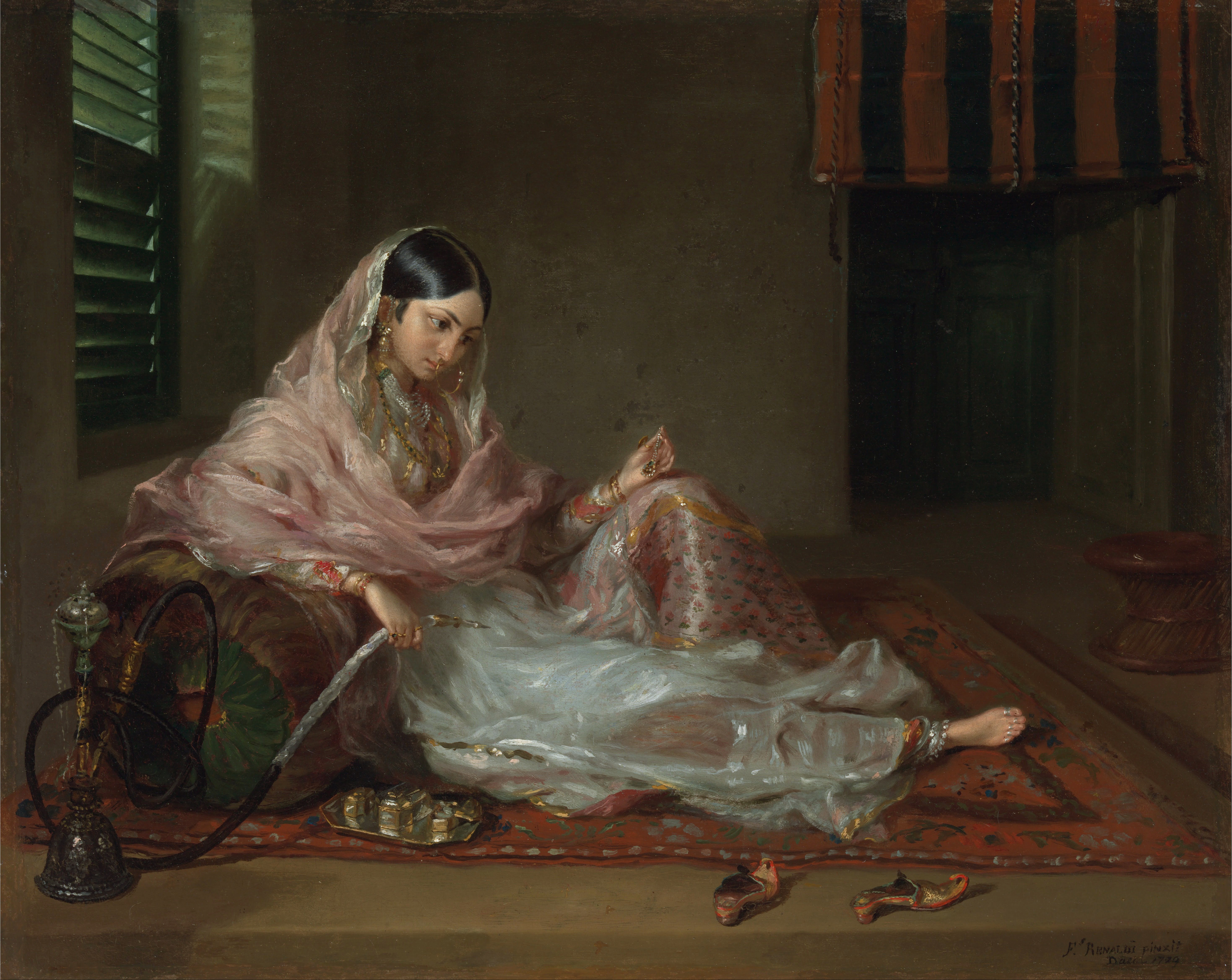
Una mujer en Daca con muselina de Bengala,.

La ropa de algodón empezó a ser apreciada en los mercados urbanos europeos durante el Renacimiento y la Ilustración. El explorador portugués Vasco da Gama (f. 1524), abrió el camino al comercio marítimo con Asia, lo que reemplazó a las caravanas permitiendo cargamentos más pesados. Los artesanos indios protegieron los secretos para crear sus patrones coloridos pero algunos conversos al cristianismo revelaron sus técnicas al sacerdote católico francés, Padre Coeurdoux (1691–1779). Eso permitió el nacimiento de una industria textil europea en Francia.
La Europa moderna temprana tuvo una demanda significativa de productos de algodón de la India mogola. La moda europea se vio influida por dichos tejidos y de finales del siglo XVII a principios del siglo XVIII. Para el siglo XVIII, la pujante clase media se preocupaba más por la limpieza y la moda y la demanda de tejidos coloridos y lavables creció. La versatilidad del algodón permitía que fuera combinado con lino para hacer terciopelo. Era más barato que la seda y podía ser estampado más fácilmente que la lana, permitiendo vestidos estampados para las mujeres. Se convirtió en el estándar de la moda y debido a su precio era accesible al público general. Las importaciones de calicós, tejidos de algodón barato de Kozhikode, llamada Calicut por los ingleses, encontró una gran demanda entre las clases bajas. La lana continuó dominando los mercados europeos, pero los tejidos de algodón comenzaron a ser introducidos en Gran Bretaña por la Compañía de las Indias Orientales desde la década de 1690.
Para competir con ellos, Gran Bretaña apostó por el progreso técnico que redujera la mano de obra mientras implementaba políticas proteccionistas como prohibiciones y aranceles que restringían las importaciones indias. Para 1721 estos tejidos importados amenazaban las manufacturas locales en tal medida que el parlamento británico aprobó la Ley del Calicó, que prohibía dicho tejido en ropa o enseres domésticos.

#### El comercio entre Europa y la India y las Compañías de las Indias Orientales (1610-1757)
El auge del algodón en la economía global fue en paralelo con una transformación cultural y comercial de Europa en general y Gran Bretaña en particular. Más allá del efecto en la producción local se produjo un desequilibrio comercial. En una época en que el comercio marítimo era muchas veces monopolio de compañías privilegiadas, este comercio adquiría muchas veces un carácter paraestatal. Así el comercio con la India fue liderado por la Compañía Inglesa de las Indias Orientales (creada en 1600), la Compañía Neerlandesa de las Indias Orientales (1602) o la Compañía Francesa de las Indias Orientales (1664).
Estas compañías era un desafío directo al concepto de mare clausum del tratado de Tordesillas, bajo el que el imperio portugués reclamaba un monopolio del comercio con el Índico. Las guerras marítimas luso-neerlandesas y particularmente la captura del Santa Catarina en 1599 trajeron la doctrina del Mare liberum de Hugo Grocio como justificación legal y condujeron a un renovado interés en el comercio con la India y China.
La carrera por el control del comercio indio fue un factor de guerras y alianzas diplomáticas. Así, la captura de Ormuz (1622) por los persas con apoyo de la Compañía de las Indias Orientales Inglesa, fue un importante cambio del comercio de algodón portugués en el golfo Pérsico, cuyo epicentro se desplazó a Bandar Abbas. La boda de Carlos II de Inglaterra con Catalina Enriqueta de Braganza en 1661, además de impactar el juego de alianzas europeo, trajo Bombay a la esfera de la Compañía Inglesa de las Indias Orientales.
Para 1664 la Compañía Británica de las Indias Orientales importaba un millón de piezas de calicó y chintz al trimestre a Gran Bretaña. La India suponía el 95 % de las importaciones británicas desde Asia y solo el subah de Bengala el 40 % de las importaciones holandesas desde Asia.

#### Las reales manufacturas europeas y los intentos de producción local
Durante los siglos XVII y XVIII, triunfó en Europa el mercantilismo, una doctrina económica que propugnaba un superávit en la balanza comercial y una aumulación de reservas monetarias como parte de la lucha por la hegemonía internacional. Se extendió a la par que el Absolutismo político y Ilustración y tuvo efectos como el colbertismo de la Francia de Luis XIV. Este mercantilismo causó un desarrollo colonial y guerras internacionales y la promoción interna de manufacturas reales (muchas veces textiles) para desarrollar la economía de los países europeos. Una de las tipologías de estas reales fábricas en el siglo XVIII fueron las fábricas de indianas, que buscaban reemplazar los productos importados de la India para mejorar la balanza comercial. Fue bajo esta corriente que Jean-Baptiste Colbert promovió la Compañía Francesa de las Indias Orientales en 1664 frente a la compañía inglesa.
Bajo esas ideas mercantilistas también se promovieron en Europa las manufacturas estatales para obtener un superávit comercial. Este desarrollo industrial trajo consigo un interés en tintes como el índigo e industrias auxiliares. Las primeras manufacturas se crearon en Suiza en 1690 para extenderse en 1746 por Alsacia y Saboya, y ya en 1750 por Francia. Así, por ejemplo la familia suiza de Pourtalès instaló una sucursal en Nantes en 1754. Ese interés francés llevó a los primeros intentos de cultivar algodón en Saint-Domingue para obtener materias primas.
En España, las ideas mercantilistas provenientes de Francia fueron claves en la historia económica local. Las primeras manufacturas de indianas y lienzos estampados aparecieron en Barcelona en los años 1720 y 1730 al abrigo de la política proteccionista propia del mercantilismo colbertista que había llegado con el reformismo borbónico que siguió en 1714 a la guerra de sucesión española. Estas políticas incluían medidas tales como prohibir la entrada de géneros extranjeros y asignar subsidios a la importación del algodón y de otras materias primas. Se trataba de fábricas que buscaban reducir las importaciones indias y generar productos para exportar a América, como mercado cautivo.

#### La lucha por la hegemonía comercial (sigloXVIII)

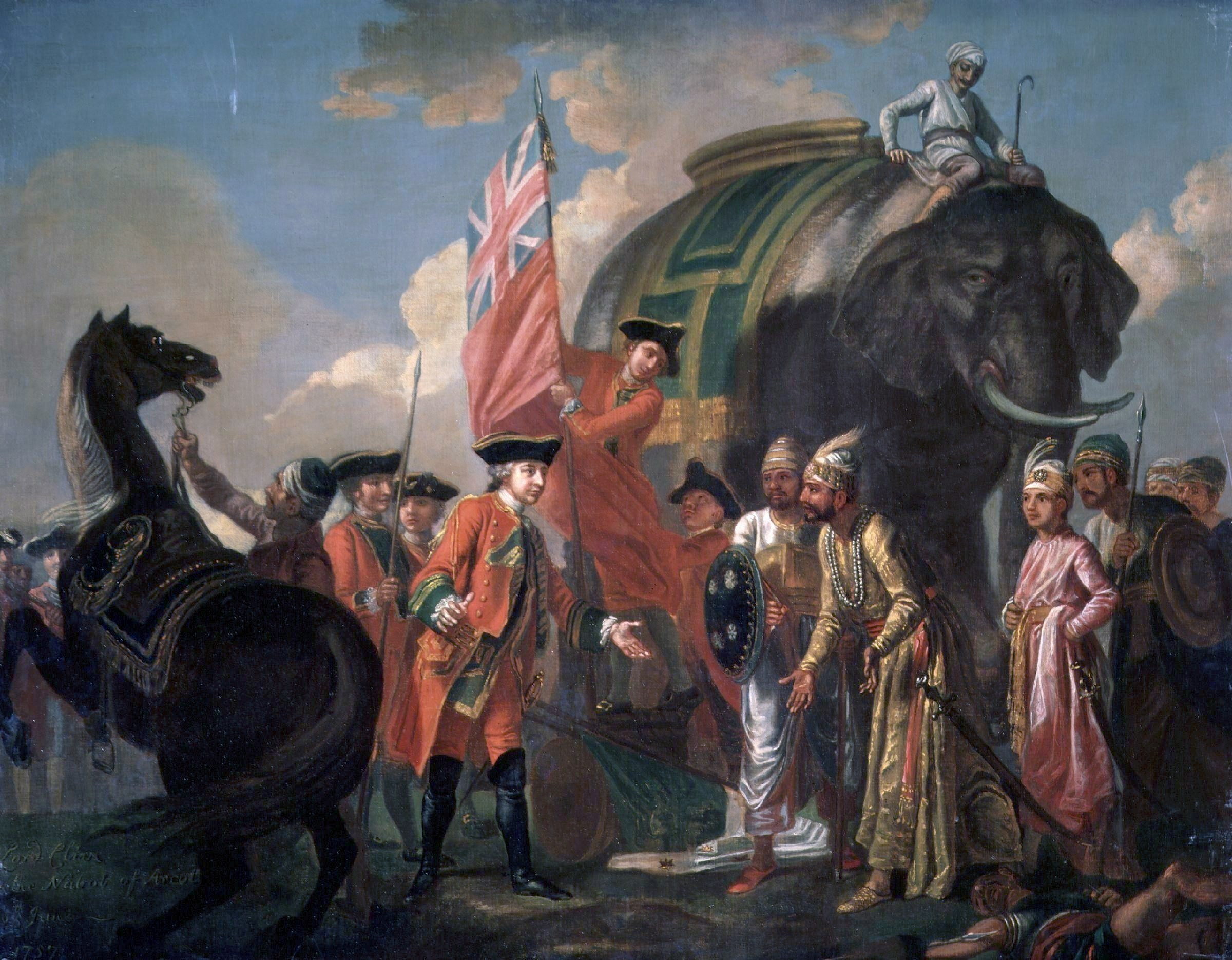
Lord Clive se reúne con Mir Jafar tras la Batalla de Plassey, óleo sobre lienzo (Francis Hayman, c. 1762)

La victoria final de la Compañía Británica de las Indias Orientales en la batalla de Plassey (1757) durante la guerra de los Siete Años tuvo importantes consecuencias. Supuso el predominio británico en la India frente a la Compañía Francesa de las Indias Orientales y con ello el control de británico sobre el comercio del algodón. También supuso que dentro de la decadencia del imperio mogol, los británicos se hicieran con el poder en Bengala, la más rica provincia en algodón. El subsecuente Tratado de París de 1763 llevó a Francia a tratar de reconstruir su imperio colonial mediante plantaciones en las Antillas con las que intentó suplir las necesidades de algodón.
La industria del algodón creció bajo el imperio comercial británico. Los productos de algodón británico tuvieron un gran éxito en los mercados europeos, constituyendo el 40,5 % de sus exportaciones en 1784–1786. El éxito de Gran Bretaña se apoyó en su comercio con sus colonias, cuyo colonos mantuvieron identidades británicas y con ello sus modas como mercado para los productos británicos. Una combinación de altos aranceles contra los talleres textiles indios, el gobierno británico en la India a través de la Compañía de las Indias Orientales y las restricciones británicas a las importaciones indias transformaron la India de una fuente de tejidos a una fuente de algodón en bruto. El subcontinente indio era una fuente de algodón como materia prima pero los conflictos imperiales impidieron a la región producir el suministro necesario.
Al mismo tiempo, el dominio de la Compañía de las Indias Orientales en India abrió un nuevo mercado para los bienes británicos, mientras que los capitales amasados en Bengala tras su conquista en 1757 se reinvirtieron en industrias británicas como la fabricación textil con grandes beneficios para los británicos. En Europa, los textiles indios suponían un 20 % de comercio británico con el sur de Europa en el siglo XVIII. La colonización británica también logró la apertura del mercado indio a bienes británicos, que podían ahora ser vendidos en India sin aranceles en igualdad con los productores locales y el algodón en bruto podía ser exportado desde la India sin aranceles a las fábricas británicas, lo que dio a Gran Bretaña un monopolio sobre el algodón. India se convirtió en un proveedor de materias primas y un mercado cautivo para los productos manufacturados británicos.

### Asia Central
El cultivo y comercio del algodón había persistido hasta el siglo XVIII en las estepas con la cuenca del Tarim y Turfán. Al oeste también era cultivado en el valle de Ferganá, aunque la orografía suponía un cultivo en terrazas más complejo. Más al sur las cuencas del Amu Daria y el Sir Daria con ciudades como Jiva, Samarcanda y Bujará eran también productoras de algodón. El algodón era una pieza relevante de la economía regional. El algodón cultivado en el sur de Xinjiang, era comerciado al norte con los nómadas kazajos a cambio de su ganado. Este comercio se extendía hasta Bujará y China mediante caravanas. De mayor valor por este uso comercial, el algodón tendía así a desplazar a otros cultivos en la zona como el cereal incluso pese a poner en riesgo el abastecimiento de alimentos.
Tanto el imperio ruso como la China Qing trataron de consolidar su control sobre las estepas, que incluían esta zona algodonera. Desde 1730 los rusos establecieron un protectorado sobre parte de los kazajos, que llevaría a la construcción de fuertes cerca de territorio zúngaro. Tras tres campañas, el imperio chino terminó sometiendo a los zúngaros al este en 1755-1759.

## La revolución industrial y el cultivo en Estados Unidos

### La revolución industrial (1770-1815)

#### Reino Unido

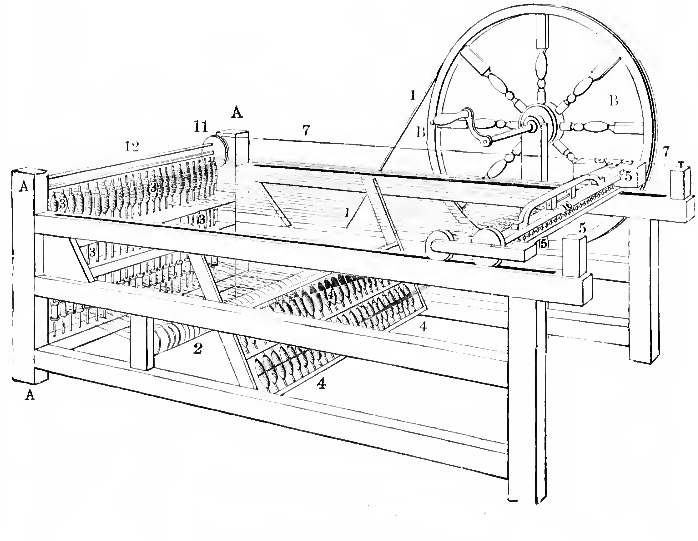
Una hiladora jenny, originalmente inventada por James Hargreaves

El advenimiento de la Revolución Industrial en Gran Bretaña supuso un gran estímulo para la manufactura del algodón, convirtiéndose los textiles en el principal producto de exportación británico. En 1733, John Kay, de Mánchester inventó la lanzadera volante, en 1738 Lewis Paul y John Wyatt, de Birmingham patentaron la máquina de hilar mediante rodillos y el sistema de volante y bobina para la elaboración de algodón con un grueso más uniforme utilizando dos juegos de carretes que giraban a velocidades diferentes. Más tarde, la invención de la hiladora Jenny por Thomas Highs y James Hargreaves en 1764 y de la hiladora de marco giratorio de Richard Arkwright en 1769, permitieron a los tejedores ingleses producir algodón y tela en cantidades mucho más grandes. Arkwright creó un imperio textil al crear un sistema de fábricas movidas por el agua, que eran era ocasionalmente blanco de ataques luditas, un movimiento de tejedores desempleados por la mecanización textil. En la década de 1770 una serie de invenciones como máquina de vapor de James Watt, la hiladora hidráulica y la mula de hiladura convirtieron a las Tierras Medias inglesas en un centro de fabricación mundial y la ciudad inglesa de Mánchester adquirió el apodo de Cottonopolis debido al omnipresencia de la industria del algodón dentro de la ciudad y su papel como centro del comercio mundial del algodón. El desarrollo en paralelo de las vías navegables abarató el transporte y la generalización de la extracción de carbón hizo lo mismo con la energía, favoreciendo el despliegue de la industria textil en lo que fue llamado la Revolución Industrial.
Con esta mecanización los fabricantes británicos volvieron a ser competitivos con los tejidos orientales lo que llevó a la abolición de la ley del calicó en 1774. En 1794–1796, los productos de algodón británico suponían el 15,6 % de las exportaciones de Gran Bretaña mientras que para 1804–1806 habían crecido hasta el 42,3 %. Gran Bretaña finalmente sobrepasó a la India como productor de algodón en el siglo XIX. Aun así el periodo vio uno de los mayores retos para la industria con los conflictos que siguieron a la revolución francesa y el embargo napoleónico a los productos británicos. Las guerras anglofrancesas en la década de 1790 limitaron el acceso comercial a Europa continental, haciendo que los Estados Unidos se convirtieran en el principal consumidor de los tejidos de algodón británico.

#### Francia y Europa central
La cercanía francesa al núcleo industrial alsaciano y lorenés, disputado entre Francia y el Sacro Imperio en el siglo XVIII, llevó a la extensión de las manufacturas algodoneras por Francia. Así en 1804 el emigrante saboyano Jean-Pierre Duport fundó en Annecy una fábrica algodonera, con fuertes vínculos con la burguesía de Lyon. Dicha fábrica se convertiría en el corazón de la industria algodonera francófona, al que en diversos momentos estuvieron vinculados industriales franceses, suizos y saboyanos como Jean-François Morel y Louis Alexis Jumel (que fundaron en 1812 una segunda fábrica en Clauses), Jean Gottfried Laeuffer o Henri Jaccottet.
Francia sufrió durante comienzos del siglo XIX grandes crisis agrícolas en 1811-1812 y 1816-1817, que generaron una hiperinflación que duplicó el precio del algodón debido a la dificultad de acceso a mercados internacionales durante los conflictos napoleónicos y a la especulación en los puertos franceses. La revuelta haitiana, la pérdida de Luisiana, los conflictos navales con el Reino Unido y el enfrentamiento a potencias coloniales como Portugal (productor de algodón en Brasil) llevaron a Francia a incrementar sus importaciones desde el Levante mediterráneo y Egipto (país con el que Francia se había familiarizado por la campaña napoleónica en Egipto y Siria).

#### España

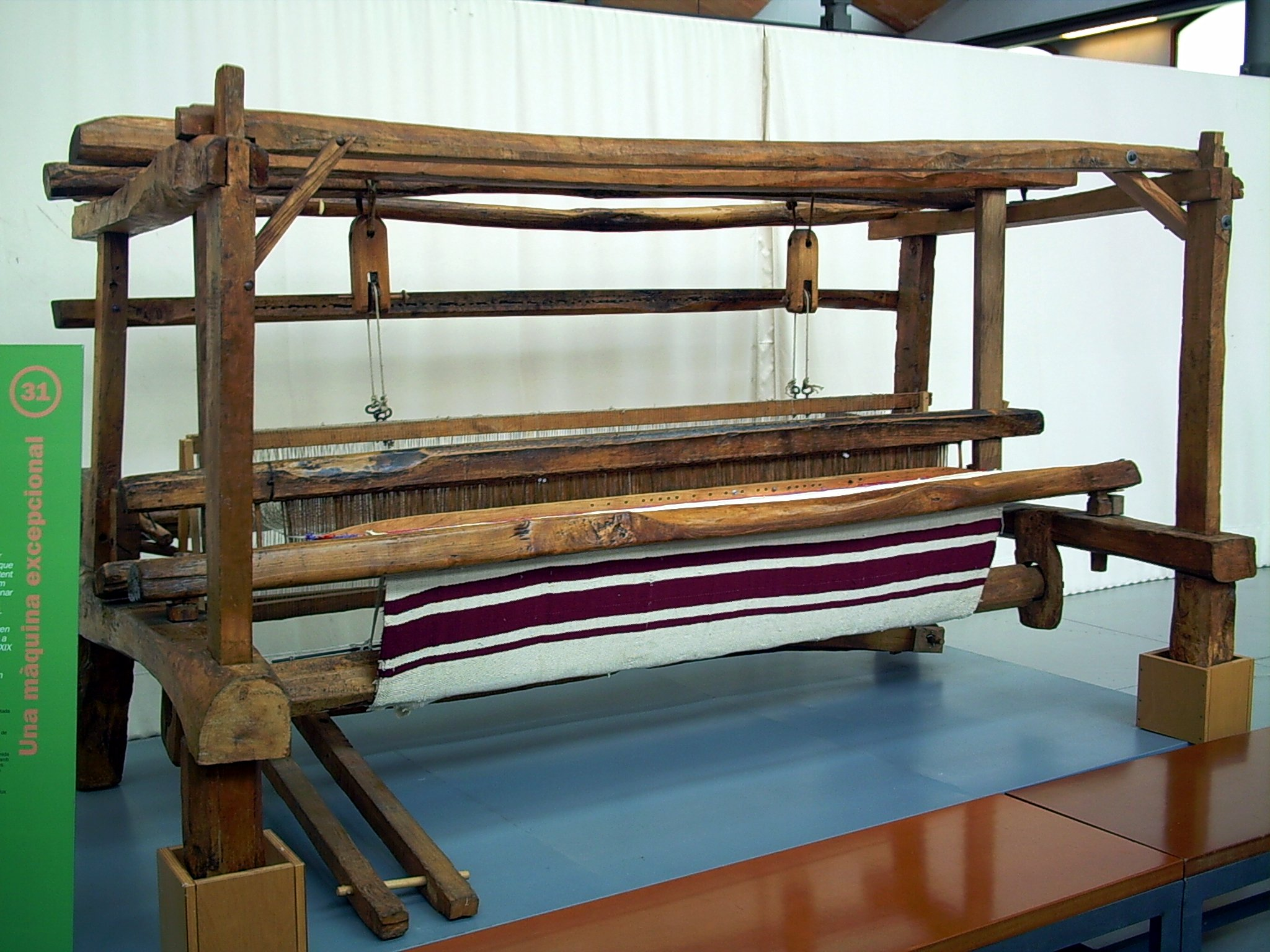
Telar tipo "Jenny", en el Museo de la Ciencia y de la Técnica de Cataluña, de Tarrasa (España).

En España el desarrollo industrial fue progresivo. En 1756 existían ya 15 fábricas con franquicia real, y otras tantas sin ella. En la segunda mitad de siglo XVIII siguió la expansión: 25 unidades, de las que 2 se hallan en Manresa y una en Mataró. Se trataba de fábricas de escasa dimensión, la mayoría con un número de telares entre 14 y 50, y solo la mayor llegaba al centenar. Las Ordenanzas que el rey nuestro señor, que Dios guarde, manda observen los fabricantes de indianas, cotonadas y blavetes del principado de Cataluña, para asegurar el buen régimen y gobierno de estas fábricas y la mayor perfección de los texidos y pintados, de 1767, regularon el sector. En 1775 se calculó que entre todas empleaban a unos 50 000 trabajadores, en su mayor parte mujeres y niños. En la década de 1780 el número de establecimientos controlados se elevaba a 62.
En 1796 hay un total de 135 fábricas de estampado de lienzo y algodón, más 35 fábricas de tejidos de diversos tipos. De acuerdo con este ritmo de crecimiento, Cataluña ocupa en 1785, fecha en que se introducen las primeras máquinas tipo "Jenny" en la Real Compañía de Hilados de Algodón de Barcelona (creada por Carlos III de España), el segundo lugar como potencia algodonera, detrás de Inglaterra. El mercado ibérico y, sobre todo, el americano, son los clientes del hilado y tejido de algodón, sector que en vísperas de la guerra de la Independencia española ocupa a más de 20 000 personas en más de 4.000 telares distribuidos en pequeñas empresas de tipo familiar. Merced al Reglamento de libre comercio de 1778, este comercio con América se había abierto a múltiples puertos facilitando la exportación desde el núcleo textil catalán

### La diversificación de la producción del algodón en bruto a principios delsigloXIX
Con el continuado crecimiento de la demanda hasta la década de 1840, la India ya no era capaz de producir las grandes cantidades de algodón que demandaban y necesitaban las fábricas británicas y francesas para la producción de tejidos, al mismo tiempo que el envío de grandes volúmenes de algodón indio requería de bastante tiempo y dinero. A eso se unía los intentos franceses de crear un plantaciones alternativas de algodón en su imperio colonial, la inestabilidad en el comercio internacional que habían causado las guerras revolucionarias francesas (1789-1802) y las guerras napoleónicas (1802-1815) y la transición del gobierno de la compañía al gobierno directo británico en la India tras la revuelta de los cipayos de 1857. Así se intentaron desarrollar cultivos de algodón en el Caribe y África, con dispares éxitos según la climatología y la edafología.
La aparición del algodón americano como un tipo de calidad superior (debido a las fibras más largas y fuertes de las dos especies nativas americanas (Gossypium hirsutum y Gossypium barbadense), alentó a los comerciantes británicos a empezar a comprar el algodón de las plantaciones de los Estados Unidos y el Caribe. Este algodón también era mucho más barato, puesto que era producido por esclavos.

#### Las plantaciones francesas en el Caribe (1763-1791)

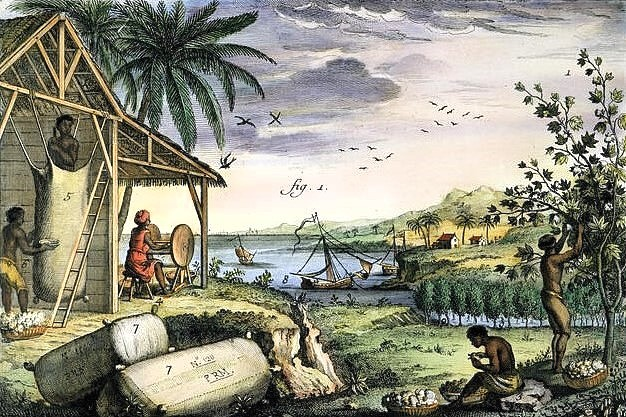
Esclavos cultivando y cosechando algodón en las Indias Occidentales, 1751.

La pérdida del comercio indio en 1763 llevó a los franceses a plantear el algodón y el índigo como nuevos cultivos en Guadalupe y La Deseada desde la década de 1760.En la colonia francesa de Saint-Domingue (actual Haití) comenzó asimismo a cultivar algodón en la región de Artibonito y Les Gonaïves.
Más preocupados por la competencia del azúcar de las Antillas Francesas, los británicos no introdujeron aranceles al algodón generando un lucrativo tráfico desde Saint-Domingue con escala en la colonia de Jamaica (actual Jamaica) y destino final en las fábricas de Mánchester. El llamado algodón de Siam blanco arrojaba una rentabilidad de 24 % frente al 14 % del cultivado en Jamaica y un mejor color. También de Saint-Domingue y de aún mejor calidad era el algodón de Santa Marta.
Los treinta años entre 1766 y 1789, vieron la revolución algodonera de Saint-Domingue, en el que la producción se triplicó. Mientras que en 1766 la isla exportaba 2 millones de libras de algodón a Francia, la en 1773 producía 4 millones de libras en 1789, 6,3 millones de libras y en 1790, 8 millones de libras. Eso fue el cénit de la producción antes de la revolución haitiana de 1791 y de que en 1794 se produjeran solo 3 millones de libras.
El algodón era producido mediante esclavos, especialmente en la década de 1780. Saint-Domingue duplicó el número de esclavos importados anualmente, hasta llegar a los 30 000 al año tras 1785, con un precio de 1.500 libras por cabeza. En los seis años de 1783 a 1789, la superficie dedicada al cultivo de algodón aumentó un tercio hasta las 3.311 hectáreas, especialmente en el sur y el oeste de la isla, donde se concentraba la población mulata y las propiedades agrícolas de mediano tamaño.
Con el tratado de libre comercio 1786, las importaciones francesas de tejidos británicos se multiplicaron por 15 entre 1786 y 1789, lo que a su vez repercutió en la demanda de materias primas en las colonias francesas. En Burdeos se pasó de 7 barcos con algodón para el Reino Unido en 1785, a 19 en 1789, siendo 15 para el principal puerto de la zona textil británica, Liverpool. En 1788, el valor de la producción algodonera superaba los 16 millones de libras.
En 1791, Saint Domingue era la principal fuente de algodón fuera de Asia, junto con el litoral de Carolina del Sur y Georgia (EE. UU.). Sumaba 7.000 plantaciones que con la guerra de Toussaint-Louverture pasaron a control británico en 1793 por el tratado de Whitehall siguiendo la política del vizconde Melville. El algodón de Saint-Domingue dio trabajo a 30 000 obreros de Mánchester en 1794, según estimaciones del historiador haitiano Alain Turnier.

#### Los comienzos del algodón en los Estados Unidos (1789-1823)

##### Los comienzos
En 1789, el congreso de los recientemente independizados Estados Unidos impuso un arancel de 3 céntimos de dólar por libra para incentivar el regreso de los lealistas de Carolina del Sur y Georgia que se habían exiliado en la colonia inglesa de Bahamas tras la guerra de Independencia de los Estados Unidos, donde habían establecido plantaciones de algodón Sea Island (una variedad del gossypium barbadense). Esta variedad de fibra larga era cultivada desde el periodo colonial en Carolina del Sur y Georgia pero había tenido malos resultados en las zonas interiores subtropicales. Otras variedades habían resultado mejores para el cultivo, pero el grano de estas era difícil de separar de la fibra con lo que la utilidad del cultivo era reducida.
Mientras, para proteger las Antillas como fuente de algodón, los británicos habían propuesto en 1792 el artículo 12 del Tratado de Londres de 1795, que prohibía las importaciones de algodón de las antiguas colonias, incluso aunque la revuelta haitiana de 1791 estuviera causando desabastecimiento de la materia prima en la naciente industria textil. El senado estadounidense reclamó que se enmendara dicho artículo que supuso críticas al redactor John Jay y un cambio político que desembocó en la Cuasi-Guerra contra Francia.
Estas primeras plantaciones eran ya trabajadas por esclavos. La importación de esclavos seguía rutas desde Cuba, con mercaderes de Rhode Island especializados en la ruta pasando por la isla de Amelia como puerto intermedio entre Georgia y las colonias españolas.

##### La desmotadora de Whitney y la conquista del mercado

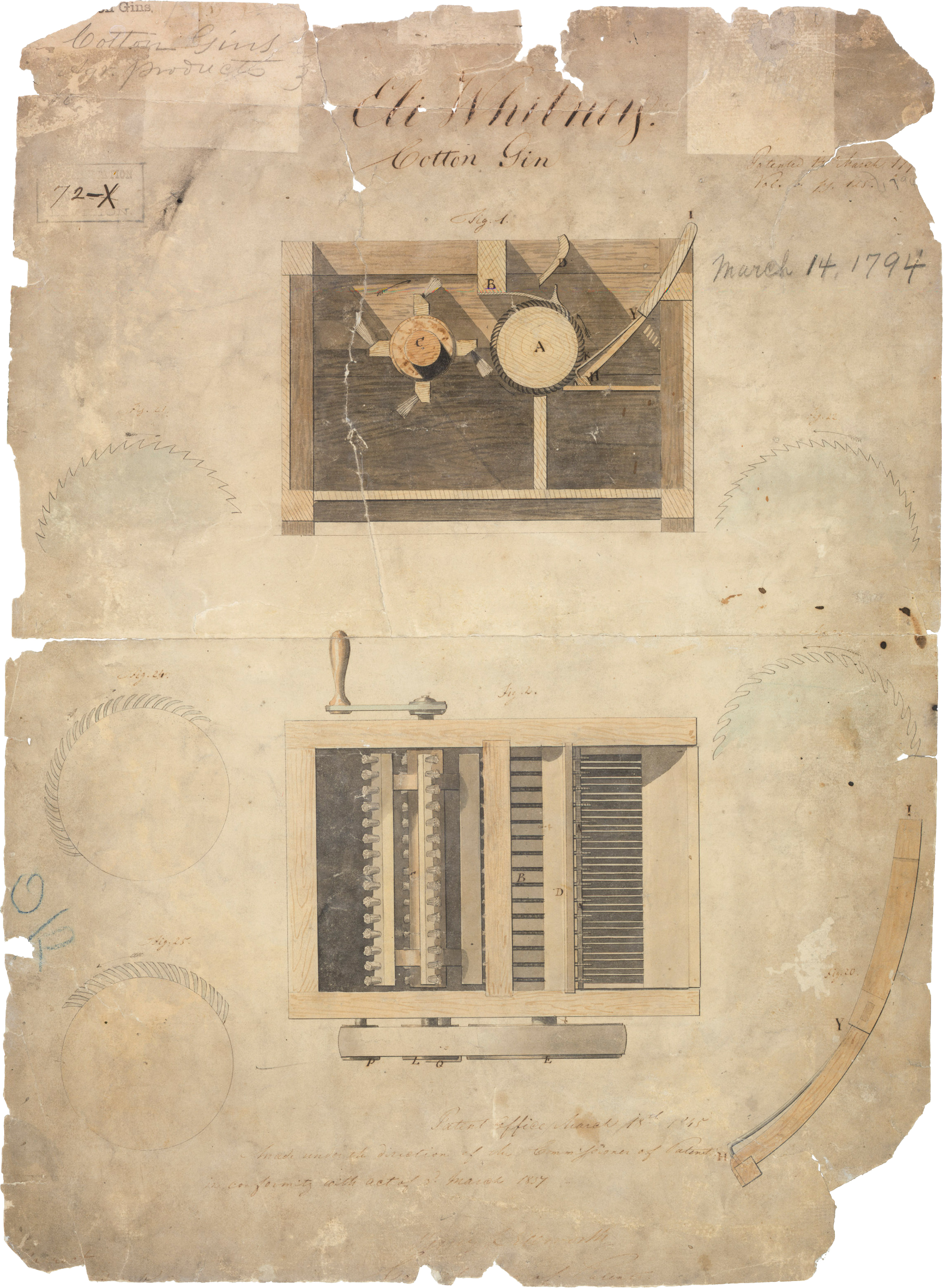
La patente de Eli Whitney para una desmotadora de algodón moderna

En 1791, la producción de algodón de los EE. UU. era pequeña, de apenas 900 000 kilogramos (2 000 000 de libras). Varios factores contribuyeron al desarrollo de la industria de algodón en los EE. UU: la demanda británica creciente, los avances industriales en el tratamiento y tejido, el bajo precio de la tierra y de la mano de obra esclava. De ellos uno de los primeros fue la desmotadora de algodón moderna, inventada en 1793 por Eli Whitney. Esta potenció enormemente la industria de algodón americana, anteriormente limitada por la velocidad de extracción manual de las semillas de la fibra cultivada. Las variedades más productivas en Estados Unidos habían estado limitadas por su desmotado con lo que la desmotadora fue un éxito. La máquina se difundió rápidamente entre las plantaciones de Georgia de la mano de Jean Bérard de Moquet.
El crecimiento de la producción gracias a las buenas condiciones agrícolas y la elevada productividad de la variedad utilizada, la barata mano de obra esclava y los avances técnicos fue espectacular. El algodón sobrepasó al tabaco como el cultivo primario del Sur. Entre 1793 y 1800, las exportaciones americanas pasaron de medio millón de libras a 18 millones, duplicando a las de Saint-Domingue. Con ello creció la cuota de mercado estadounidense: de un 0 % en 1784 a un 9 % en 1791 y un 70 % en 1805.

##### La compra de Luisiana y la extensión del cultivo
Como parte de este éxito se extendió el deseo de expansión territorial, buscando nuevas tierras de cultivo en el sur. En 1803, la compra de Luisiana permitió a los Estados Unidos asegurar nuevas zonas agrarias en su frontera sur y oeste. Los antiguos emigrados franceses que huyeron de Saint-Domingue tras 1791 o de la revolución en Europa (émigrés) mostraban gran interés en repetir el modelo de negocio de plantaciones de algodón en sitios del Sur de Estados Unidos como Natchez en Luisiana o la isla Sapelo de Georgia. Ello incluyó a personalidades como Pierre-Jacques Meslé de Grandclos, Nicolas Magon de La Villehuchet, Denis Nicolas Cottineau de Kerloguen, Charles Pierre César Picot de Boisfeuillet, Christophe Poulain Dubignon o Jean Bérard de Moquet.
La década de 1800 había visto también a numerosos colonos franceses de Saint-Domingue emigrar a la Luisiana española (bajo gobierno español desde 1763) como fue el caso de Hippolyte Chrétien, abastecido de esclavos por el pirata Jean Lafitte. El dueño de plantaciones William Blount, se les había unido y especuló con la tierra, moviendo en 1797 a las tribus Creek y Cherokee a aliarse con los ingleses en 1797 contra los españoles de Florida Occidental. Diez mil franceses emigraron a Luisiana, que pasó de 90 libras de algodón al año en 1793 a 93 millones en 1810. Un poco al norte, productores de Natchez como Stephen Minor, John Bisland o Joseph Duncan, liderados por Daniel Clark, se pasaron en masa al cultivo del algodón y lograron en el Tratado de San Lorenzo de 1795 la libre navegación del río Misisipi como vía de exportación. El sector en Luisiana vivió una década de crecimiento.
Fuera de la Luisiana en manos españolas, estos emigrados también habían llegado a las tierras fronterizas estadounidenses del territorio de Misisipi, que compartía la vía fluvial y donde constaban en 1811 15 000 esclavos. El momento álgido de llegada de inmigrantes tuvo lugar en 1815-1819, cuando se llegó a picos de 4.000 inmigrantes en 9 días. En 1817 el territorio fue reorganizado como estado de Misisipi, segregándose el territorio de Alabama (que se convertiría en estado de Alabama en 1819).
Pese a esta espiral de crecimiento de demanda y producción, los precios crecieron solo modestamente, pasando de 25 a 32 céntimos por libra entre 1792 y 1801, antes de caer abruptamente con la llegada a Nueva York de la noticia de la paz de Amiens de 25 de marzo de 1802, que repuso las relaciones entre Reino Unido y Francia (y sus respectivos aliados). El precio solo logró recuperar los 20 céntimos en 1806. Un embargo decretado por Thomas Jefferson paralizó el mercado entre 1807 y 1809 antes de los conflictos abiertos con los británicos. El precio cayó así a 12 céntimos volviendo a los 30 céntimos solo tras el final de la guerra.
Reino Unido no fue sin embargo el único comprador del algodón estadounidense. En 1807, la industria francesa estaba importando 126 000 balas de algodón egipcio frente a 40 000 balas de algodón brasileño y 36 000 balas de algodón estadounidense, pero 20 años después las importaciones francesas algodón estadounidense multiplicaban por quince las brasileñas. El algodón egipcio también había crecido pero menos, con los Estados Unidos eclipsando el crecimiento del resto de productores.
| Importaciones británicas de algodón en bruto, en millones de libras | 1780 | 1784 | 1788 | 1792 | 1796 | 1800 | 1804 | 1808 | 1809 | 1810  | 1811 | 1812 |
| De las Antillas británicas                                          | 2    | 6,9  | 12,2 | 12   | 8,8  | 10,6 | 20,5 | 16,6 | 16,2 | 17,9  | NC   | NC   |
| De los Estados Unidos                                               | 0    | 0    | 0,2  | 0,1  | 3,7  | 15   | 27,3 | 12,5 | 34,9 | 55,2  | 47,6 | 27,4 |
| Del resto del mundo                                                 | 4,8  | 4,9  | 8,2  | 20,9 | 19,6 | 30,4 | 14   | 14,5 | 41,7 | 69,7  | NC   | NC   |
| Total                                                               | 6,8  | 11,4 | 20,4 | 32,9 | 32,1 | 56   | 61,8 | 43,6 | 92,8 | 132,4 | 91,5 | 63,0 |

##### La creación del "rey Algodón"

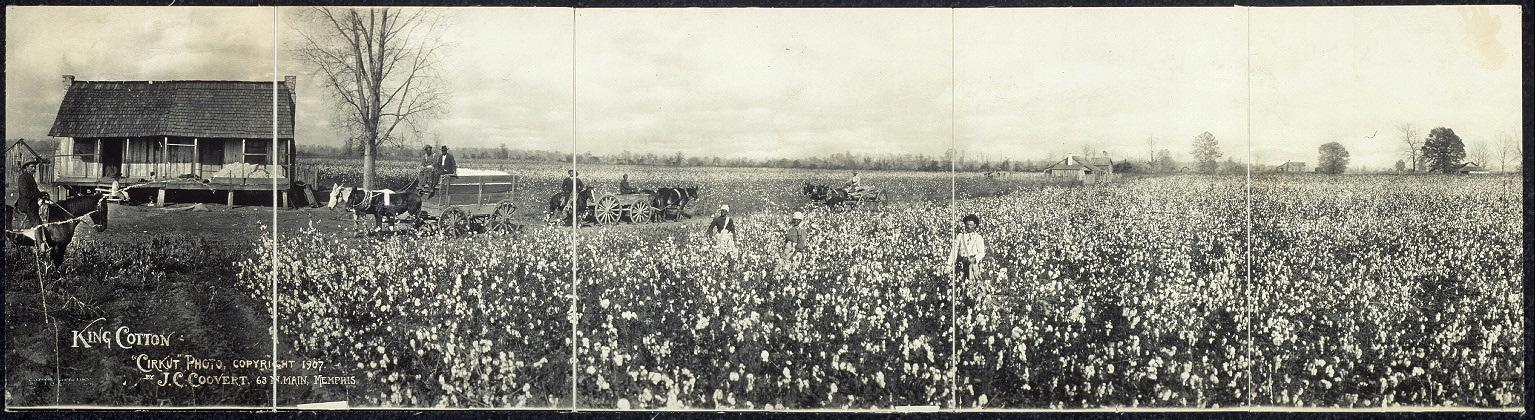
King Cotton (1907) Library of Congress de EE. UU.

Para 1801 la producción anual de algodón estadounidense había alcanzado los 22 millones de kilogramos (48.5 millones de libras). Este crecimiento algodonero fue una de las principales actividades económicas de la nueva nación y generó un auge naval. La marina mercante estadounidense se duplicó entre 1802 y 1810 hasta ser la mayor marina no involucrada en las guerras europeas. El Reino Unido fue su socio comercial por excelencia, siendo el destino del 80 % del algodón estadounidense (además del 50 % de otras mercancías) en lo que fue una situación habitualmente criticada por la prensa británica. En Estados Unidos, la visión general fue que el Reino Unido restringía con medidas como la conscripción de marineros la capacidad de EE. UU. para comerciar con terceras partes. El bloqueo continental napoleónico en 1807 y la respuesta británica, que generó tensiones marítimas con los EE. UU. llevó a la guerra anglo-estadounidense de 1812. Esa guerra también permitió a los Estados Unidos asegurar Florida Occidental (zona disputada entre Luisiana y Florida) y el puerto de Mobile (Alabama), que se convertirían en un puerto clave para la exportación. El final de la guerra marcó también la recuperación del precio del algodón que pasó desde sus mínimos de 12 céntimos por libra a 28 céntimos la libra en 1818 y 25 céntimos en 1819.
La necesidad de tierra fértil fue una de las causas de la expansión de la esclavitud en los Estados Unidos y de una fiebre especuladora en el siglo XIX, la fiebre de Alabama. En 1817 dicha fiebre de Alabama vio a numerosos colonos como el refugiado de Saint-Domingue Frederick Ravesies fundar la Vine and Olive Colony. Obtuvieron 370 km² de territorio que destinaron al cultivo de algodón. Champ d’asile (1818) en la Texas española (actual Texas, EE. UU.) no duró. Sin embargo, sus impulsores los exmilitares bonapartistas Antoine Rigau y Charles Lallemand, junto a 400 emigrantes franceses se establecieron en Galveston (Texas). Posteriormente se trasladó a Augusta, una de las ciudades del « siglo del algodón » en Georgia. En la misma Georgia se crearon nuevas plantaciones en Macon, Milledgeville y Columbus, con el algodón marcando la vida económica del estado.
En 1820 Estados Unidos exportaban 128 millones de libras de algodón y a mediados del siglo XIX, el algodón se había convertido en la base de la economía del sur de los Estados Unidos donde el cultivo y la cosecha del algodón se convirtió en la ocupación principal de los esclavos. El tráfico de esclavos, legal e ilegal según un informe de aduanas de marzo de 1818 llegó a un pico de 20 000 personas al año durante dicha guerra británico-estadounidense, frenado luego por el compromiso de Misuri de 1820.

#### Producción moderna en Egipto (1805-1825)

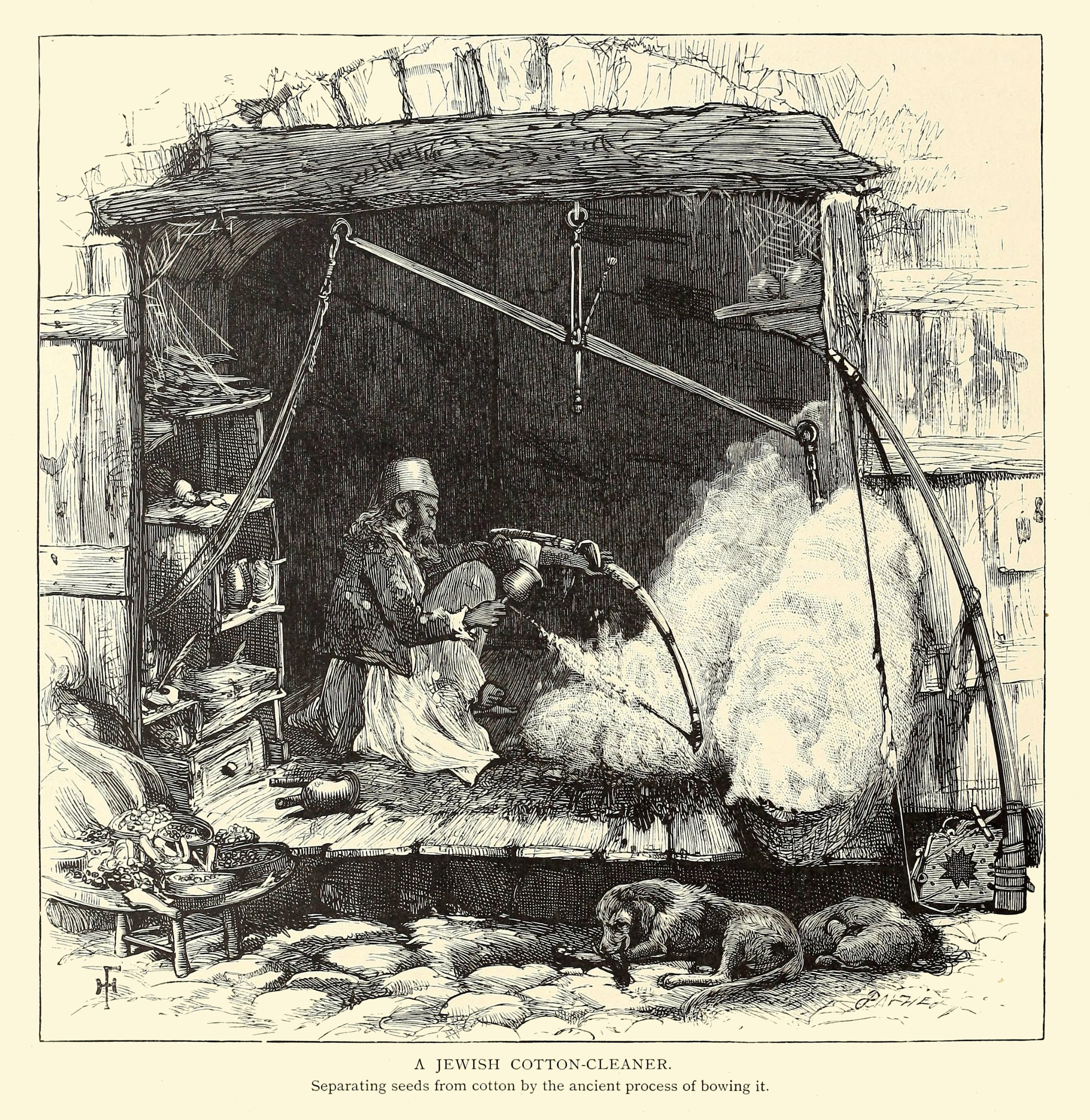
Trabajador judío del algodón en Jerusalén en 1880, usando las técnicas tradicionales de Oriente Medio.

Egipto durante el reinado de Muhammad Ali a comienzos del siglo XIX se convirtió en el quinto mayor productor de algodón en el mundo, en términos de husos per cápita. La industria textil egipcia había empleado históricamente maquinaria tradicional movida por animales, ruedas de agua y molinos como en la Europa Occidental previa a 1770. Como referencia, en 1807 la industria francesa estaba importando 126 000 balas de algodón egipcio.
Sin embargo, bajo el valí Mehmet Alí (r. 1805-1848) se introdujeron los motores de vapor en la industria de algodón egipcia. En 1816 instaló la primera industria textil moderna en El Cairo. El industrial francés Louis Alexis Jumel, proveniente de la fábrica de algodón de Annecy y fundador en 1816 de la fábrica de algodón de Cluses se estableció en 1817 en Egipto, que se había convertido en la principal fuente de algodón francesa ante las restricciones de la época napoleónica. En la década siguiente se construyeron más de treinta fábricas para procesar algodón, que procesaban anualmente de 3.000 a 4.000 toneladas de algodón.
Jumel también trajo al país un algodón de fibras largas que fue conocido como algodón Jumel. Se trataba de un intento de resolver la peor calidad del algodón levantino, dado que Francia tenía problemas para acceder a las variedades de fibras largas que se cultivaban en América. En 1825, esta variedad fue cruzada con el algodón Sea Island, cruce que luego sería exportado a Argelia, Texas y otras zonas de clima similar a Egipto.
La industria del algodón egipcia dio otro fuerte paso adelante cuando el cultivo se introdujo en el delta del Nilo en 1822, proveniente del sur del país. Se trató de una reforma que potenció fuertemente la economía del país al permitir un cultivo de invierno complementario con la tradicional cosecha de grano en verano que aprovechaba las inundaciones del Nilo. Las campañas en Sudán de Mehmet Alí y la labor de su lugarteniente, el pachá Maho Bey, fueron claves en la extensión del cultivo al norte. 
El gobierno egipcio acometió grandes inversiones en regadío para permitir que la producción de algodón siguiera creciendo. Con la ampliación del regadío y las reformas agrícolas, Mehmet Alí obtuvo una importante fuente de ingresos que fue clave en la consolidación de un Egipto que cada vez operaba con más autonomía de la Sublime Puerta. Se trataba de un producto destinado a las manufacturas europeas: en 1824 Francia importó 11,8 millones de libras desde Alejandría mientras que el Reino Unido importaba 8,1 millones de libras. Las importaciones inglesas de algodón egipcio habían crecido hasta que fueron eclipsadas por el algodón brasileño en 1822. Con un precio de 22 a 24 céntimos por libra, se importaban ese año en Reino Unido 25000 balas de algodón egipcio, en lo que fue el otro gran mercado de exportación para el algodón egipcio.

#### Brasil (1803-1825)
A partir de 1788, comenzaron también las importaciones inglesas de algodón brasileño, que pasó de 4.400 toneladas anuales a 5.600 toneladas anuales en 1803-1805, para luego acelerarse hasta 14 000 toneladas en 1830, llegando de un 4 % de la producción mundial a un 10 %-15 % en 1805. Brasil, pese a desarrollar el cultivo más tardíamente, lo adopta con fuerza para acceder al mercado británico aprovechándose de la creciente demanda. El algodón brasileño era un 18 % las importaciones totales de algodón a finales de siglo. Antes de 1770, Francia, privada del acceso al algodón indio, había sido su principal comprador. En 1803/05, el Reino Unido importaba 4.400 toneladas de algodón bruto.
Así, el algodón brasileño se embarcaba a Reino Unido, Francia o Hamburgo en el periodo 1796-1807, con Reino Unido pasando del segundo lugar al primer lugar solo durante el Bloqueo Continental. Un evento crítico fue el traslado de la corte portuguesa a Brasil en noviembre de 1807, que eliminó a Portugal como intermediario. Muchos comerciantes expandieron entonces sus negocios, llegando a facturarse en 1808 3,9 millones de libras esterlinas, cifra que no se volvió a alcanzar hasta 1856. Fue una situación crítica para la industria británica, que acababa de perder muchos de sus proveedores regulares. El 25 de junio de 1807 se fundó en Londres una asociaciones de mercaderes para el comercio con Brasil con 113 miembros. Desde septiembre de 1808, Río de Janeiro tenía sesenta comerciantes británico y para finales de año eran un centenar, habiendo atraído especuladores y aventureros.
Se trató de un comercio circular, con exportación de algodón en bruto a Reino Unido, que demandaba cada vez más material, e importación de productos británicos manufacturados que no podían exportarse ya a Europa. A comienzos de 1809, dos tercios de los cargamentos que llegaban a Río en 1808 estaban por vender y solo para finales de 1809 y principios de 1810 se pudo restablecer el nivel de inventarios gracias a un fuerte recorte en precios que permitió a los productos ingleses popularizarse entre la población brasileña. Muchos cargamentos fueron retornados a los puertos británicos en los primeros meses de 1810. El mercado brasileño se encontraba saturado y los precios bajaban rápidamente.
Dicho traslado de la corte portuguesa también afectó a la industria algodonera francesa, que perdió el acceso al algodón brasileño por motivos políticos. La ausencia de materia prima puso en problemas a la primera industria francesa como la fábrica de algodón de Annecy, que tuvo que cambiar al algodón egipcio pese a ser considerado de peor calidad por sus fibras más cortas. Los precios del algodón en el continente colapsaron en 1807 y 1808, con las importaciones francesas pasando de 12 a 4 millones de kilogramos. Brasil suponía en 1807 un tercio de las 126 000 balas de algodón en Francia, en el mismo nivel que Estados Unidos. pero veinte años después el algodón estadounidense era quince veces más consumido en Francia que el brasileño.
En global, el algodón brasileño fue creciendo en volumen exportado hasta estabilizarse en 1820 pero con precios a la baja debido a la presión estadounidense en producción. La cuota de mercado del algodón brasileño pasó del 18 % en 1805 al 11 % 1821 debido al más rápido crecimiento estadounidense. Esta competencia hizo que el azúcar se convirtiera en el principal cultivo en el norte de Brasil.
Durante la década de 1820, los primeros industriales británicos del algodón tuvieron una guerra de precios que requería precios cada vez más bajos en materia prima y Estados Unidos fue el principal productor barato. Brasil pasó de ser un 30 % de sus importaciones entre 1811-1820 a solo un 11 % en 1831 y apenas un 5 % en 1870 (pese a la caída estadounidense por la guerra civil). La política proteccionista británica sobre el café y el azúcar supuso un enfrentamiento comercial con Brasil, que desde las décadas de 1840 y 1850 se enfocó más en mercados sin intereses coloniales en esos productos: Alemania y Austria, Estados Unidos... Tras 1815 pasó de 4 navíos fletados entre Brasil y Hamburgo a 137 en 1824.
Con peores condiciones climáticas y peores comunicaciones interiores el algodón brasileño era demasiado caro para los mercados internacionales. Pese a esas dificultades el algodón siguió siendo la principal exportación de Brasil, siendo exportado desde Pernambuco y Bahía y suponiendo un 26 % de la mercancía exportada en 1821-1823 frente a un 23 % del azúcar y un valor testimonial del café hasta la segunda mitad del siglo. El cultivo usaba mano de obra esclava: la provincia de Maranhao llegó a tener 80 000 esclavos sobre una población total de 150 000 habitantes.

#### Los primeros intentos de diversificación británicos y franceses
Tras las turbulencias de principios del siglo XIX, la industria de Mánchester tenía recelos por la excesiva dependencia del algodón estadounidense. Este se cultivaba en plantaciones esclavistas y una revuelta de esclavos (como la revolución haitiana) podía poner en riesgo el suministro. En 1828 se creó la Cotton Supply Association en Mánchester para promover el cultivo de algodón y diversificar su producción.

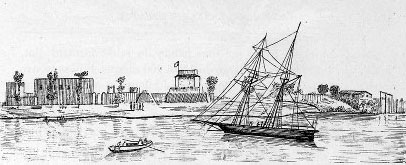
El fuerte de Richard Toll, epicentro de los primeros intentos coloniales franceses en Senegal.

Similares preocupaciones mostraron los franceses. En 1816, en paralelo a la fiebre de Alabama, el barón Pierre-Barthélémy Portal d'Albarèdes, ministro de la Marina y las Colonias, designó al coronel Julien Schmaltz (1771-1827) gobernador del Senegal. Schmaltz tenía el objetivo de realizar un plan de colonización agrícola, que incluía experimentos con las especies locales de Futa Toro que los soninkés habían cultivado tradicionalmente en la zona. Junto al coronel llegó el botánico Jean Michel Claude Richard (1787-1868), para aclimatar especies vegetales en el jardín botánico que Jacques-François Roger (1787-1849) encargó en 1822 en Richard-Toll cerca de la desembocadura del río Senegal.
La variedad de algodón de Daka, traída de Chandernagor, no tuvo éxito mientras que el algodón Jumel, obtenido en Egipto en paralelo, funcionó un poco mejor. Entre 1822 y 1825, Richard-Toll produjo 50 toneladas de algodón bruto al año, pero en 1831 todo se terminó y Jean Michel Claude Richard partió hacia Guyana, tierra de producción algodonera francesa en el siglo XVII. La oposición de los tuculor hizo que la colonia se reorientara a la zona de Waalo. La compañía colonial, renombrada Société coloniale philanthropique de Sénégambie, intentó un modelo privado como el de la Vine and Olive Colony en Estados Unidos, pero fue prohibida apenas siete meses después. Las incursiones de los esclavistas árabes en la zona también se intensificaron, arruinando los proyectos de Schmaltz.

### El predominio de los Estados Unidos de América

#### La burbuja: 1824-1836
El alza de los precios del algodón en 1824-1825, causada por la fuerte demanda que superó el incremento de la producción en un 25 %, hizo que el "oro blanco" duplicara su precio en dos años. En el primer semestre de 1825, alcanzó los 14 céntimos por libra frente a los 8,78 céntimos del semestre precedente, antes de caer a 7,06 céntimos dos semestres después. La fiebre especulativa resultante llevó al general John McLean, director de correos, a reclamar un Pony Express entre Boston y Augusta, a finales de 1824. Los inventarios de algodón en Liverpool se redujeron provocando una gran especulación, especialmente ente Nueva York donde las noticias de las fluctuaciones de precios generaban sospechas de corrupción. En mayo de 1825, John McLean insistió en medio de la especulación general en el carácter público de las noticias de mercado con el fin de evitar perjuicios a los productores y consumidores.
Fuera de Estados Unidos, Texas en el recién independizado México también fue un foco activo pero vinculado. San Felipe fue fundado en 1823, por el general Stephen Fuller Austin, originario de Virginia. Con él vinieron cien familias de Luisiana con sus esclavos a lo largo del camino viejo de San Antonio en 1827. En 1829, para evitar la prohibición mexicana de la esclavitud, se les declaró trabajadores vitalicios.
Para comienzos de 1830 los Estados Unidos producían la mayoría del algodón del mundo. El algodón también superó el valor de todas las otras exportaciones de los Estados Unidos combinadas. Cuba era la ruta por la que se importaban los esclavos a las plantaciones de algodón, a fin de evitar a la marina británica. Los mercaderes de Rhode Island usaban la Isla de Amelia, a mitad de camino entre la Florida española y Georgia, o Barataria (Luisiana) como lugares de entrada. Tras 1830, New York pasaría a ser el principal puerto de esclavos hasta ser superado en 1836 por Texas, donde 15 000 esclavos fueron vendidos en 1837.
Desde 1832, los precios siguieron una tendencia alcista, con la demanda creciendo más rápidamente que la oferta y generando un mercado de crédito para potenciales inversores en plantaciones. Los precios pasaron de 6,82 a 7,24 céntimos por libra en el segundo semestre mientras que Andrew Jackson, gran defensor de los cultivadores de algodón, obtenía un segundo mandato en la Casa Blanca. Durante los años de 1833 a 1837, el precio del algodón superaba en un 60 % el nivel medio del periodo 1826-1832, lo que incentivaba a los plantadores de algodón a usar toda la superficie disponible, incluso a coste de otros cultivos y de viviendas para sus esclavos.
Entre 1833 y 1837, se produjo una segunda oleada de inmigrantes en Misisipi motivada por los precios alcistas, y el estado llegó a superar a Georgia y Carolina del Sur en producción. En 1839, Misisipi tenía una población que no volvería a alcanzar hasta 1860. El estado se convirtió en un foco algodonero junto a Carolina del Sur y Georgia, donde los agricultores abandonaban sus plantaciones para ir a las más fértiles tierras junto al río Misisipi. Se instalaban con sus esclavos en las riberas, como años después pasaría con la fiebre del oro en California. Los comerciantes de Nueva Orleans financiaron la expansión a través del Union Bank of Louisiana y el banco inglés Barings. Con el control de la cuenca del Misisipi y de la navegación a vapor en el río, la zona se conectó al comercio mundial. El pico tuvo lugar en el año 1836, cuando las exportaciones de algodón del puerto de Nueva Orleans se incrementaron un 75̥ % hasta las 225 000 balas. El sistema financiero daba síntomas de debilidad pero eran interpretadas como volatilidad especuladora. Se crearon nuevos servicios de correo en julio de 1836, mientras que, de 24 de junio a 2 de septiembre, el Jackson Mississippian publicaba editoriales contra la banca pública y la corrupción, que afirmaban debían ser reformadas para evitar la ruina de Misisipi.
En Texas se desarrolló desde 1832 la exportación de algodón a Reino Unido y en 1836, el territorio contaba 6.000 esclavos, uno de cada cuatro habitantes. En 1836 el territorio proclamó su independencia de México y tras vencer en San Jacinto al general Santa Ana, Texas se asoció a los Estados Unidos.
En global, las exportaciones de algodón estadounidense se triplicaron entre 1830 y 1836 siguiendo la demanda de las fábricas británicas y causando un auge económico en la década de 1830. Los precios del algodón subieron un 80 % a principio de la década y la oferta estadounidense siguió los precios con un crecimiento de las plantaciones, en particular en Misisipi donde el estado destinó un millón de acres solo en 1833, dos veces más que cualquier otro estado. Las plantaciones eran financiadas por un sistema financiero en plena burbuja: de 508 bancos en 1831 se había pasado a 788 en apenas dos años, un 58 % de crecimiento del sistema financiero. En media década, el estado de Misisipi duplicó su población hasta alcanzar 150 000 habitantes y el mercado de crédito subió hasta los quince millones de dólares. En 1834, se producían 85 millones de libras de algodón, ocho veces más que hace 15 años pero en 1836 se alcanzaron los 125 millones de libras y en 1839, 200 millones de libras. Para entonces Misisipi suponía un cuarto de la producción estadounidense.

#### El pánico de 1837
Durante el pánico de 1837, las noticias del mercado de Londres llegaron lentamente a los producores de algodón estadounidenses. Los precios cayeron un cuarto de su valor, de 17,5 céntimos por libra a 13,5 céntimos. La ley postal del 2 de julio de 1836, propuesta por parlamentarios cercanos al presidente Andrew Jackson que denunciaba la especulación financiera, había creado un servicio público. En cuatro rutas principales se entregaban los mensajes dos veces más rápido, incluyendo a San Luis y Nueva Orleans, donde las noticias de los precios de algodón en Liverpool generaron escándalos por la "especulación en detrimento de la mayoría".
Los precios perdieron globalmente más de un tercio de su valor, pasando de 16,8 céntimos por libra a 10,3 céntimos por libra entre 1836 y 1838, aunque el volumen exportado por los Estados Unidos subió un 36 %, pasando de 424 a 596 millones de libras. Los precios remontaron a 14 céntimos solo en 1839 La caída de precios obligó a los propietarios menos rentables a vender sus explotaciones y buscar fortuna en el oeste, generando impagos en los créditos. Los periódicos de Misisipi se llenaron de anuncios de liquidaciones de plantaciones y se hizo habitual la emigración a la vecina Texas. A más largo plazo, la crisis tuvo un efecto en la calidad al afectar mayoritariamente a las explotaciones de peor algodón. El precio siguió cayendo, pasando de 14 céntimos en el invierno de 1839 a 3 en 1843 y siendo incapaz de volver al doble dígito antes de 1850. Este panorama económico frenó la expansión estadounidense al oeste.
Otra consecuencia fue la concienciación sobre la vulnerabilidad económica que suponía el monocultivo. Las plantaciones que habían abandonado otros cultivos y se habían concentrado en el algodón por los precios elevados vieron sufrir sus negocios. El cultivo de cereal reapareció en Misisipi tras la crisis, ofreciendo una alternativa para los más pobres.

#### La especulación postburbuja
La acaparación del mercado del algodón estadounidense en 1838 hizo que los precios se disparasen. Entre 1836 y 1846, la población de Texas, uno de los grandes productores de algodón, se cuadruplicó mientras su producción de algódon se multiplicaba por diez. Un observador notó que:

El algodón era a la vez más bello y más abundante sobre la misma superficie de terreno de los estados favorecidos de la Unión americana

Desde 1838, Alphonse Dubois de Saligny, diplomático francés en Washington, propuso el libre comercio francotexano de algodón. En marzo de 1839, Francia, en conflicto con México por la deuda del país, se convirtió en el primer país en reconocer la República de Texas, declarada ilegalmente. Alphonse Dubois de Saligny financió la Compagnie franco-texane. James Pinckney Henderson, embajador en París y Londres y futuro gobernador de Texas negoció una ayuda de 5 millones de dólares. Londres le exigió un tratado prohibiendo la esclavitud, respetado parcialmente.
De 1838 a 1841, hubo un flujo migratorio de Alsacia y la Baja Renania de 900 persona al año con dirección a Estados Unidos. Desde la Alta Renania y Mulhouse, se inició un flujo similar tras 1838. Belfort y Colmar suponían cuatro quintas partes de la emigración renana a Texas. Los navíos que transportaban algodón, para no volver a Nueva York de vacío, llevaban a los emigrantes en acuerdos hechos en los mismos mercados algodoneros de Mulhouse y Liverpool.
Desde julio de 1842, la República de Texas envió emisarios a Alsacia. Henri Castro, cónsul general en Francia, hizo venir también a familias de Baden, en Alemania, a los que ofreció terrenos en el río Medina, 30 km al oeste de San Antonio (Texas). Castroville fue así fundada el 1 de septiembre de 1844 con el alsaciano siendo la lengua habitual en la localidad. La Compagnie franco-texane de Henry Castro y Alphonse Dubois de Saligny trajo a 8000 familias francesas. En 1855, se fundó el falansterio La Réunion de Victor Considerant y Julien Reverchon, en Dallas, con 678 habitantes en 1860. Los colonos de Alabama y Georgia trajeron 97 afroamericanos.
La extensión de las plantaciones fue más allá de Texas. El territorio de Kansas fue fundado en 1854 y al igual que en Texas, Kansas tuvo en el algodón uno de sus primeras bases económicas. El nuevo territorio fue una prueba al compromiso de Misuri, al debatirse si se permitiría en él la esclavitud.

#### La guerra de Secesión (1861-1865) y la reconstrucción

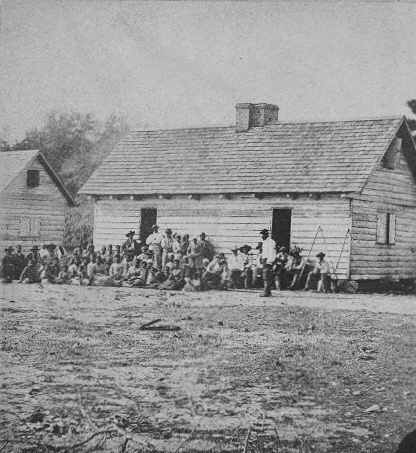
Fotografía de 1862 de la zona de esclavos de la plantación Smiths de Port Royal, Carolina del Sur.

El cultivo del algodón utilizando esclavos negros generó enormes beneficios a los dueños de las plantaciones, haciéndoles algunos de los hombres más ricos en los EE. UU. antes de la Guerra Civil. En los estados abolicionistas, las propiedades agrarias raramente crecieron por encima de lo que podía cultivar una familia debido a la ausencia de mano de obra agrícola. En los estados esclavistas, los dueños de granjas podían comprar muchos esclavos y cultivar grandes extensiones de tierra. Para la década de 1850, los esclavos suponían el 50 % de la población de los estados claves de la industria del algodón: Georgia, Alabama, Misisipi y Luisiana. Los esclavos eran la mayor ventaja competitiva del cultivo de algodón estadounidense y su compra-venta además suponía un negocio paralelo para las mismas explotaciones. Así, la industria del algodón contribuyó significativamente al desarrollo de la clase capitalista en el Sur. A pesar de que los pequeños propietarios no solían cultivar algodón al ser un negocio con beneficios a largo plazo (en vez de generar flujos de efectivo a corto), solían ver favorablemente el sistema con la esperanza de ser algún día dueños de esclavos.
El papel central del algodón en la economía estadounidense y su importancia internacional llevó al senador por Carolina del Sur James Henry Hammond a afirmar en 1858:

Sin disparar un arma, sin empuñar una espada, de declararnos una guerra podríamos poner el mundo a nuestros pies. ¿Que ocurriría si no hubiera algodón durante tres años?... Inglaterra se tambalearía y llevaría al mundo civilizado al completo a salvar al Sur. No, no osaréis hacer la guerra al algodón. Ninguna potencia sobre la tierra osa hacerle la guerra. El algodón es el rey.

La diplomacia del algodón, la idea que el algodón llevaría a Gran Bretaña y Francia a intervenir en la Guerra Civil fue un fracaso.
Se cree que la Guerra Civil causó la Hambruna de Algodón de Lancanshire, un periodo de depresión en la industria de algodón británica entre 1861–1865 por el bloqueo de algodón en bruto en los Estados Unidos. Aun así, algunos sugieren que la Hambruna se debió mayoritariamente debido a la sobreproducción e inflación en el precio causada por la expectativa de escasez futura. Así, con anterioridad a la Guerra Civil las compañías textiles de Lancashire las compañías estuvieron buscando nuevos países para cultivar algodón. India fue la principal opción y de hecho, ayudó a llenar el vacío durante la guerra, pasando del 31 % de las importaciones de algodón británico en 1861 al 90 % en 1862 y 67 % en 1864. Los principales compradores de algodón (Gran Bretaña y Francia) compraron notablemente grandes cantidades de algodón egipcio.

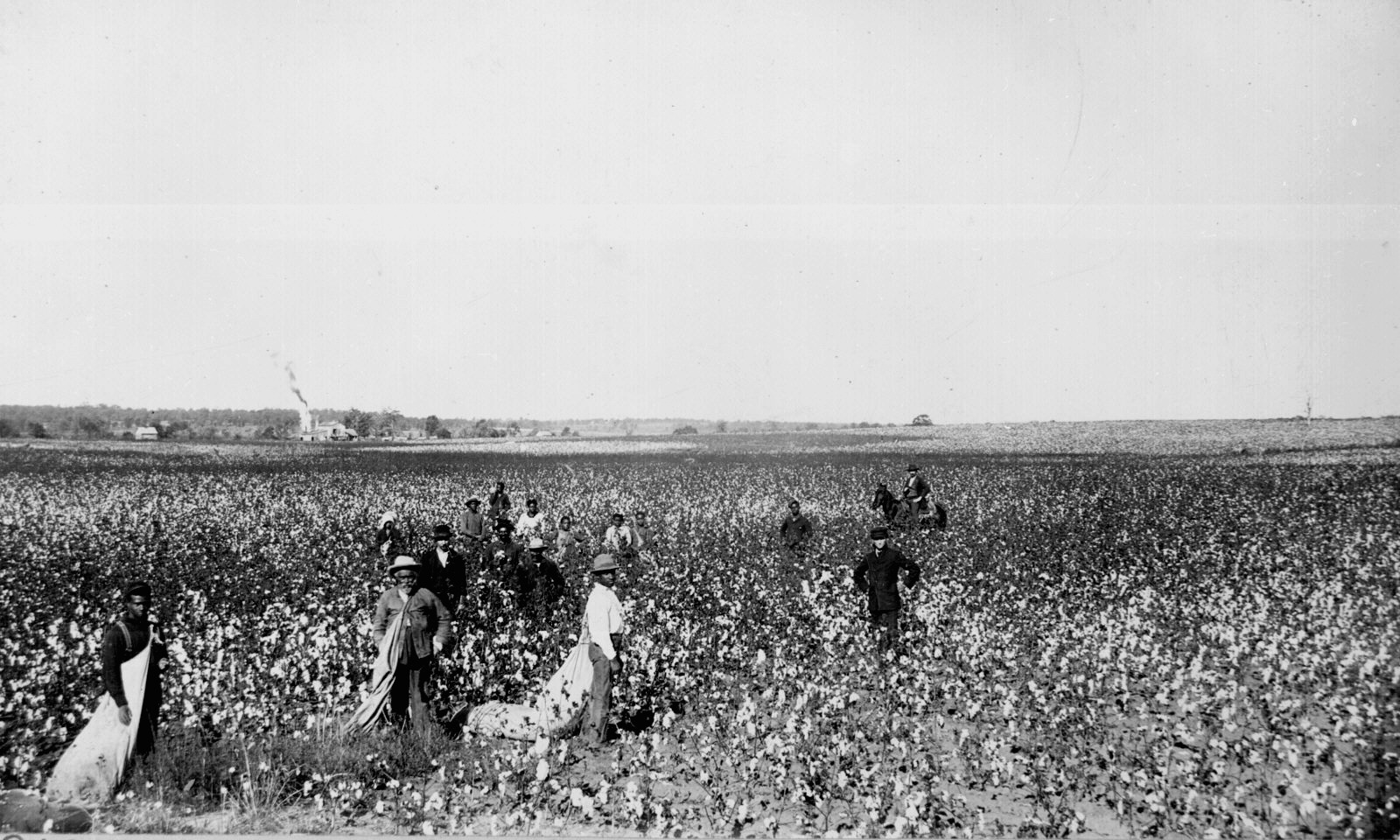
Recogida de algodón en Oklahoma en la década de 1890

El Sur de los Estados Unidos siguió siendo una economía agraria hasta el siglo XX, cuándo el New Deal y la Segunda Guerra Mundial diversificaron la economía. Muchos ex-esclavos y blancos pobres trabajaron como aparceros en pobres condiciones. Las plantaciones de algodón requerían grandes cantidades de mano de obra para cosechar el algodón y no fue hasta la década de 1950 cuando aparecieron máquinas fiables para recoger el algodón (la maquinaria anterior había sido demasiado torpe para recoger algodón sin triturar las fibras).

### La industria textil en la segunda mitad delsigloXIX

#### La industria textil algodonera en Europa y el nacimiento del movimiento obrero
El final de las guerras napoleónicas permitió la normalización de la producción, pasando la industria algodonera a ser en la primera mitad del siglo XX una de las mayores empleadoras de mano de obra. El efecto del algodón a principios del siglo XIX no fue solo técnico. Las ganancias de productividad fueron reinvertidas generando bajadas de precios. Entre 1830 y 1845, la productividad de las fábricas textiles británicas se cuadriplicó, generando capitales que permitieron el desarrollo de otras industrias y la creación de un mercado interno. El consumo de algodón por habitante se multiplicó por siete entre 1830 y 1860. Entre otras innovaciones textiles de la década se generalizó la ropa interior de algodón, que se podía limpiar fácilmente. A nivel industrial la oferta de algodón creció y se diversificó. En 1840, el algodón representaba ya de un 55 % a 65 % de los textiles ingleses, que pagaban la materia prima dos veces más cara que los textiles indios.
En 1840, cerca del 80 % de las máquinas de vapor de Europa se encontraban en Inglaterra. Esas fábricas no solo suministraban al mercado doméstico, sino que también exportaban a Europa continental tras el final del imperio napoleónico y, desde las Guerras de independencia hispanoamericanas, a las nuevas repúblicas lationamericanas. En Lancashire, Inglaterra, los talleres textiles fueron parte importante de la revolución industrial británica, con grandes efectos sociales. Sus trabajadores tenían pobres condiciones laborables: sueldos bajos, trabajo infantil y días laborales de 18 horas. Para 1839 miles de niños trabajaban en los molinos de algodón de Mánchester. Karl Marx, frecuente visitante de Lancashire, puede haber estado influido por las condiciones de estos trabajadores cuando escribió El Capital. El trabajo infantil fue prohibido a mediados del siglo XIX.
La conflictividad social fue común a otros países europeos. En Francia, solo Annecy tenía 1400 empleados en 1847 y se había convertido en un epicentro de la cuestión obrera. Las condiciones laborales eran miserables, con jornadas de quince horas y salarios insuficiente atrayendo las críticas del obispo de Annecy, Louis Rendu, partidario del catolicismo social y autor de una « Memoria sobre el proletariado » que escandalizó a la sociedad saboyana.
En España, pese a la destrucción que la guerra trajo entre 1808-1814 y las turbulencias políticas de España en la primera mitad del siglo XIX, la industria textil sobrevivió, creándose nuevos núcleos algodoneros como Vergara (que daría nombre al azul de Vergara por sus tintes). Cataluña y el País Vasco, con fuertes lazos con Europa, fueron los principales centros industriales y puntos de entrada de numerosas tecnologías. Así destaca en la década de 1850 el conflicto de las selfactinas, cuando los primeros usos de hiladoras automáticas en Barcelona trajeron incidentes ludistas y la primera huelga general de la historia española.
La nueva industria del algodón se extendería por toda Europa. En 1857, el mercader bremense Ludwig Knoop creó la primera industria algodonera en el imperio ruso en Kreenholm. La planta sería famosa por las infames condiciones de trabajo que la convertirían en un foco de enfermedad durante la quinta pandemia de cólera. En 1871 se instalaría la primera planta algodonera en Lombardía en Castrezzato por parte de Enrico dell'Acqua. En 1897 se fundó el Cotonifício Rodolfo Crespi en Brasil, que sería un foco obrero durante la huelga general de Brasil de 1917.

#### El desarrollo del mercado financiero en torno al algodón

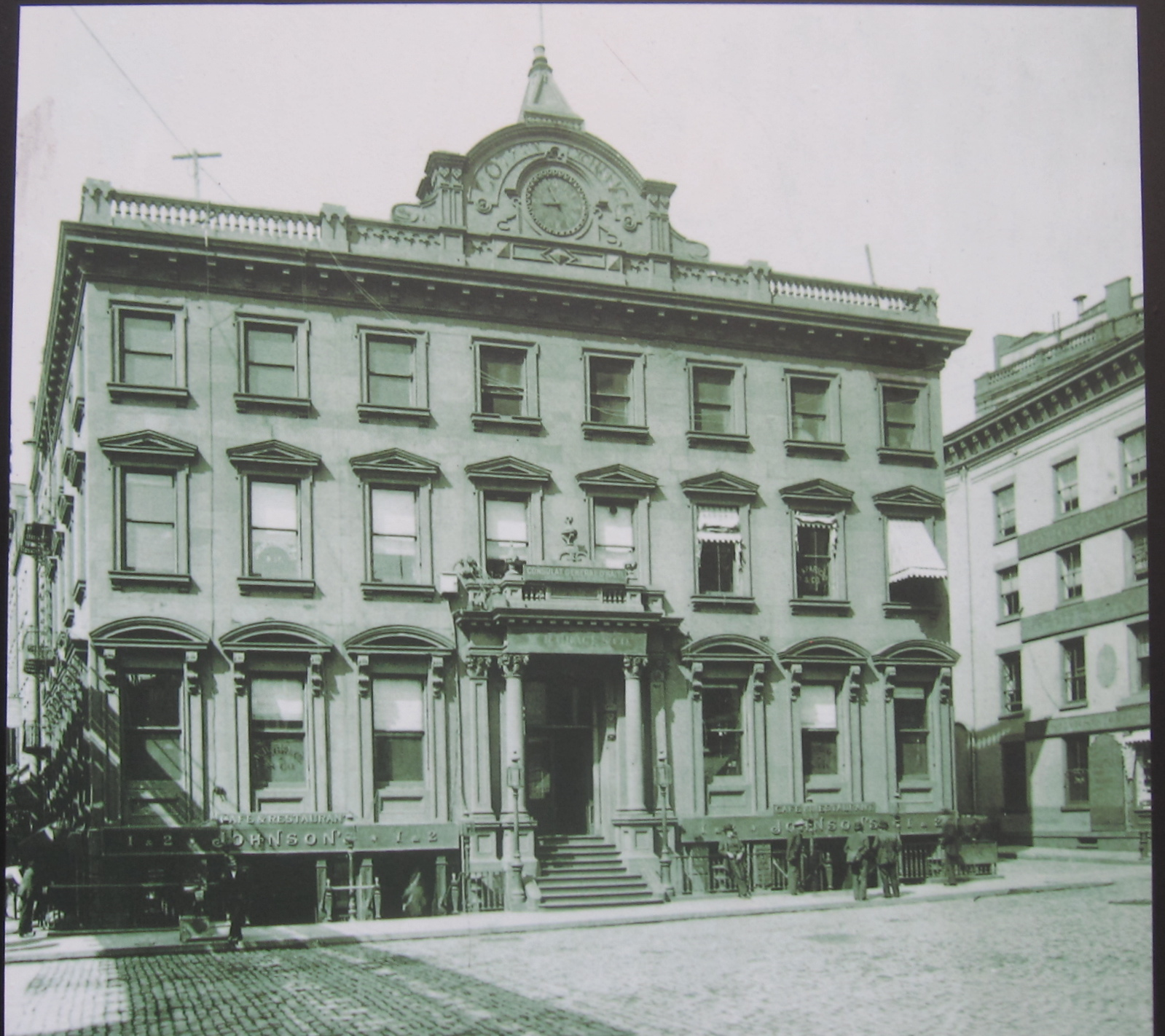
Antigua sede del "New York Cotton Exchange" en el número 1 de Hanover Square, New York. Una sede anterior se encontraba en la esquina entre Castor y William, obra de George B. Post en 1885.

Entre las consecuencias de la guerra de Secesión, se multiplicaron las ventas a futuro en el mercado del algodón generándose mercados financieros sobre la materia prima. Los importadores lo usaron para asegurar los precios de aprovisionamiento mientras los productores podían conocer de antemano los precios de venta. Estos mercados permitieron un intercambio de información más transparente al mismo tiempo que se desarrollaba la red de telégrafos y se aprendía de las lecciones del pánico de 1837, en el que la falta de comunicación había contribuido a la volatilidad financia en el Reino Unido.
Los mercados europeos titularizaron el mercado de futuros. El primer mercado de futuros de algodón en funcionar fue el de Londres en 1864. En América, el Chicago Board of Trade empezó a operar como mercado de futuros para el algodón desde 1865 mientras que el New York Cotton Exchange fue fundado en Nueva York por un grupo de comerciantes de algodón en 1870. El New Orleans Cotton Exchange le siguió en Luisiana en 1871 y la Bourse du Coton de Memphis (Tennessee) fue fundada tres años más tarde en 1874.
En Europa continental destaca la bolsa de Le Havre, fundada en 1871, y la bolsa de Algodón de Bremen en 1872. El Consejo Superior de Industria y Comercio belga había constatado en 1862 que "el comercio total de Bremen con los Estados Unidos representa más de 109 millones de francos belgas al año" y que el algodón, junto al tabaco y el café, tenía en Bremen el mayor puerto para el comercio entre el norte y Ultramar.

#### La industria textil europea

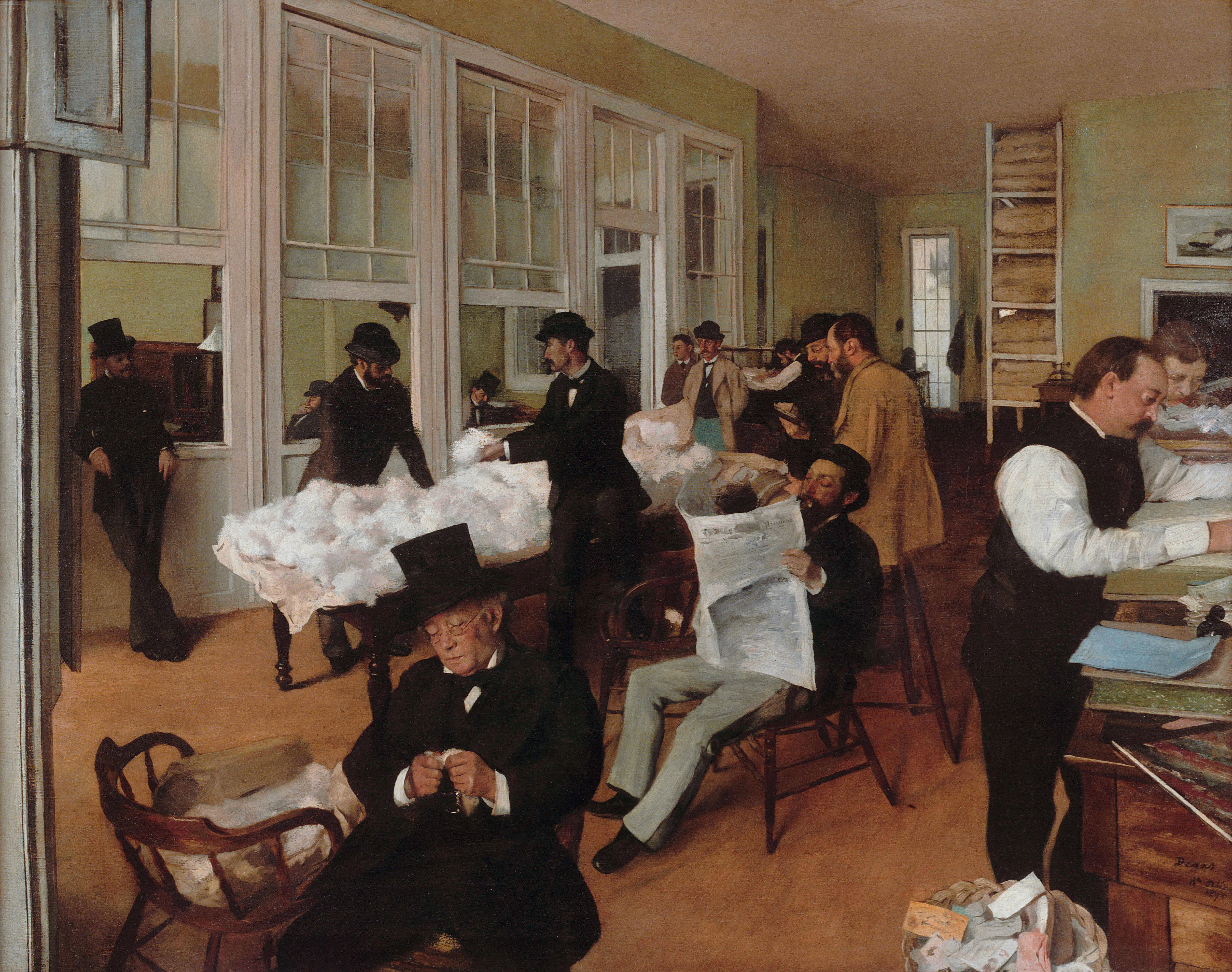
Empresa algodonera c. 1873 en un cuadro de Edgar Degas.

El precio del algodón se disparó por la escasez en la década de 1850, buscándose materias primas alternativas. En Bélgica las importaciones de lana aumentaron un 50 % entre 1855 y 1857 hasta llegar a los 12 millones de kilos. En la región francesa de Cholet, la industria pasó de usar un 78 % a un 93 % de algodón estadounidense entre 1850 y 1860. En Calais, en cambio se pasó de emplear algodón a seda.
Desde 1850, las fábricas de algodón de Mánchester volvieron a incentivar el cultivo de algodón en la India. El fuerte crecimiento de la economía mundial en la década de 1850 hizo duplicarse al mercado del algodón, gracias principalmente al crecimiento de la industria textil en Europa. Según el análisis histórico de los investigadores del CIRAD, la demanda mundial pasó de crecer un 1,15 % entre 1800 y 1848, a un 11,75 % en 1849-1863, antes de ralentizarse en 1867-1936 a un 2,75 % y pasar desde 1937 a un 2,3 % anual.
Entre los tejedores de los Vosgos, el abogado Jules Méline participó en 1861 en la creación del semana Le Travail y con un joven Clemenceau, fundó el Sindicato General de la Industria Algodonera francesa. Fue ministro de agricultura (1883-1885) y logró unir a agricultores e industriales, particularmente los textiles, en una denuncia de las políticas británicas. Destacó en dicha asociación el hilador normando Augustin Pouyer-Quertier, vinculado al algodón argelino.
Hábilmente, Jules Méline unió dos intereses. El melinismo se opuso al sansimonismo, al que acusó de "quererlo todo para la industria" y logró la aprobación de la ley Meline en enero de 1892 que imponía aranceles a la importación de algodón, protegiendo la agricultura francesa de la competencia internacional. Sin embargo, Meline logró también el apoyo de la burguesía industrial textil del Segundo Imperio francés.

### El cultivo del algodón tras 1861 y el colonialismo

#### El cultivo de algodón en África y el Imperio Británico

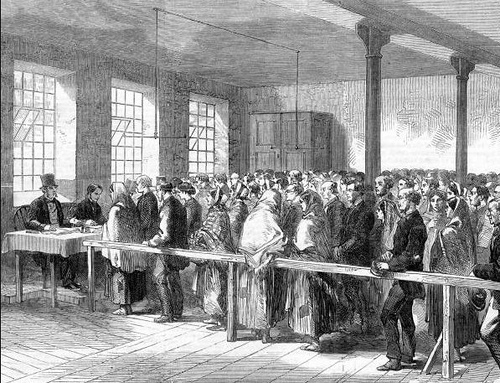
Grabado mostrando una industria de algodón de Lancanshire parada en 1862 por la falta de materia prima causada por la guerra civil estadounidense.

Después de la Hambruna del Algodón, la industria textil europea buscó nuevas fuentes de algodón en bruto. Uno de las primeras medidas fue tratar de promover la producción en la India. La zona algodonera india se encontraba en India Central, donde se crearon premios anuales para incentivar el cultivo. Las colonias africanas de Mozambique y África Occidental también proporcionaron un suministro barato. Mediante impuestos y presión fuera de mercado se desalentó la producción textil local. Las condiciones laborables eran brutales, especialmente en el Congo, Angola, y Mozambique, causándose revueltas y un mercado negro textil local.
En África la Cotton Supply Association afirmaba en 1860 que 60 000 personas trabajaban en el cultivo de algodón en el delta del Níger en tierras yorubas. En las colonias australianas se creó la Moreton Bay Cotton Growing Company con capital de 5000 libras para tratar de cultivar el algodón en la bahía de Moreton en la recién creada colonia de Queensland. En Jamaica se creó la British Cotton Company en 1858 con 750 000 francos. Decía el geógrafo Élisée Reclus que los industriales « no necesitaban usar el esclavismo y la fuerza de la marina y finanzas británicas. Les bastaba señalar la subida de precios (causada por la fuerte demanda) a los países productores de algodón de las Antillas, de Colombia, del Hindustán, etc y su llamada era bien entendida ».
Particularmente relevante fue el caso egipcio. En 1861, una crecida particularmente nociva del Nilo destruyó un cuarto de la cosecha egipcia pero los felahs reconstruyeron sus plantaciones y construyeron más de 4.000 norias en el delta del Nilo para mejorar el regadío. El gobierno egipcio del jedive Ismail obtuvo sustanciales préstamos de banqueros europeos durante la guerra de Secesión ante los precios del algodón. Tras el fin de la guerra civil americana en 1865 los comerciantes británicos y franceses abandonaron el algodón egipcio y regresaron a las más baratas exportaciones estadounidenses, lo que llevó a Egipto a una espiral de déficit que culminó con el país declarando la bancarrota en 1876 y la ocupación de Egipto por el Imperio británico en 1882.

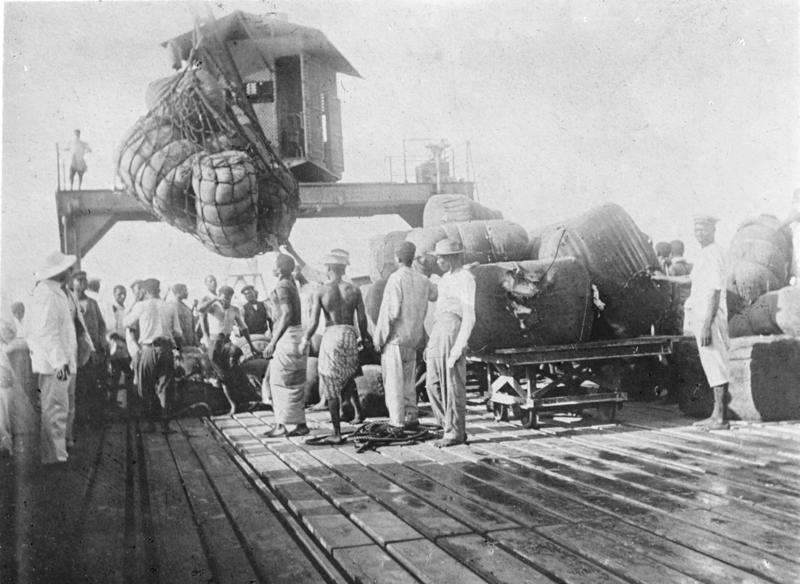
Carga de algodón en el puerto de Lomé (1885).

En 1902 se creó la British Cotton Growing Association (BCGA) para tratar de promover el cultivo de algodón que necesitaba la industria de Lancanshire. Uno de sus principales objetivos fue introducir el cultivo en Nigeria, la Costa de Oro y el resto África Occidental Británica. Destacaron especialmente las plantaciones de Ibadán (Nigeria), el curso bajo del río Volta en el actual Ghana y Sierra Leona. Aunque la producción de algodón prosperó en algunas áreas, las plantaciones de Sierra Leona fracasaron por la falta de conexiones ferroviarias y el alto coste del transporte marítimo, que requerían bajos precios de los productores. Los esfuerzos de la Asociación en la Costa de Oro cesaron en 1912. En Nigeria, los rendimientos de las plantaciones lejos de la red ferroviaria y fluvial fueron igualmente mediocres pero la extensión de la red ferroviaria hacia el norte (llegando a Kano) y los proyectos de regadío desde el lago Chad mejoraron los rendimientos y los precios.
En África Oriental, la BCGA impulsó las plantaciones de algodón en Uganda con colaboraciones con misioneros. El reino de Buganda, emplazado estratégicamente en la ribera del lago Kyoga se benefició del cultivo, que pronto se extendió entre los jefes baganda. Para 1905 se cultivaba algodón en Bunyoro, Busoga y Ankole. Entre 1905 y 1915, el cultivo del algodón se expandió notablemente ayudado por la facilidad de transporte por el lago Victoria y el desarrollo del ferrocarril y, desde 1908, con notable coerción sobre los agricultores locales. Gracias a este cultivo de algodón el Reino Unido pudo dejar de subvencionar la colonia mientras que en la vecina Kenia los colonos blancos continuaron recibiendo subsidios agrícolas con una industria del algodón que no despegaba. El algodón de África Oriental, especialmente desde 1918, fue exportado principalmente a la India en vez de al Reino Unido por la mayor cercanía geográfica y los menores costes de transporte.
| Año                                            | 1905 | 1906 | 1907   | 1908   | 1915    |
| Algodón exportado (valor en libras esterlinas) | 200  | 1000 | 11.000 | 52.000 | 395.000 |

Otros proyectos coloniales de la BCGA de establecer plantaciones de algodón en otros lugares (Guyana, Irak, Queensland, Sudán...) fueron más infructuosos.

#### África Occidental y el Imperio colonial francés
El incremento de la demanda en la década de 1850 llevó a Francia a planear el cultivo de algodón en Argelia, hasta entonces marginal. Entre 1852 y 1858 se pasó de 109 colones cultivadores de algodón en Argelia a más de 1400. Una gran parte de los colonos eran de origen alsaciano y lorenés, región con excedentes demográficos y vínculos con la primera industria textil francesa. En 1866, la mitad de las 1.000 toneladas de algodón producido en Argelia eran compradas por dos empresas alsacianas: Atoine Herzog y DMC. Esta última había promovido la producción en Argelia desde 1838 y había visto desde 1853 que la calidad del producto rivalizaba con la de las importaciones estadounidenses, aunque la cantidad producida era insuficiente, por lo que había ejercido presión política para defender la inmigración en Argelia. Para 1856 los alsacianos eran un 24 % de la población europea en Argelia frente al 14 % que eran en 1845.
Los decretos imperiales de 1853 sobre el algodón en Argelia fueron recibidos en octubre con entusiasmo entre los colonos, pues obligaban al estado a comprar durante tres años comenzando en 1854, todas las cosechas de algodón en Argelia a un precio fijo con primas para la exportación a Francia. Los decretos fueron eficaces y en dos años la producción argelina se multiplicó por veinte. Los colonos ocuparon numerosas áreas de Constantina y Sétif y bajo el general Jean-René Sillègue, se ocuparon nuevos territorios. En la década de 1860 destacó el hilador normando Augustin Pouyer-Quertier, que en 1862 creó una compañía francesa con 25 millones de francos para intentar el cultivo de algodón en Argelia.
Francia introdujo igualmente la política de regadíos y el cultivo del índigo en Richard Toll en el norte de Senegal, en Casamanza y en el río Senegal. Los soninkés tenían una larga tradición algodonera siguiendo la historia del algodón en el África subsahariana que fue sin embargo ignorada por los colonizadores.
El África Ecuatorial Francesa (AEF), creada en 1910 se interesó en el algodón en 1928 en la zona de Ubangui-Chari y Chad, donde cuatro sociedades privadas francesas repartieron la producción en la década de 1930: Camerún, Chad y la República Centroafricana formaron una cuenca algodonera que compartía infraestructuras de transporte y pasó a ser el mayor productor de África Occidental en los setenta con 42 % de la producción, por delante de Nigeria (38 %).

#### El algodón en el Imperio ruso (1867-1917)
A mediados del siglo XIX, Asia Central fue disputada en el Gran Juego entre el Imperio ruso y Reino Unido. Mediante un ukase de julio de 1867, el zar Alejandro II (r. 1855-1881) reorganizó los territorios rusos en Asia Central en una gobernación llamada Turquestán ruso. La naciente industria textil rusa se había quedado sin acceso al algodón en medio de la Hambruna causada por el estallido de la guerra civil estadounidense en 1861 y el acceso a Asia Central, productora histórica de algodón como había sido notado hace casi 2000 años por los chinos, era visto como una solución. El papel que el abastecimiento de algodón jugaba entre las prioridades políticas del imperio ruso es, sin embargo, debatido. Mientras que la historiografía soviética lo ve como una de las razones clave de la expansión en el Turquestán, otros autores señalan que la producción asiática estaba pobremente integrada en el sistema económico ruso. Dado los altos costes de transporte hasta la industria textil en el occidente ruso, incluso con los altos precios del algodón causados por la guerra civil estadounidense solo se sustituyó con algodón asiático una fracción de la producción, contrayéndose la industria textil rusa. Los aranceles a la importación de algodón en el imperio ruso fueron eliminados para afrontar la Hambruna de Algodón.

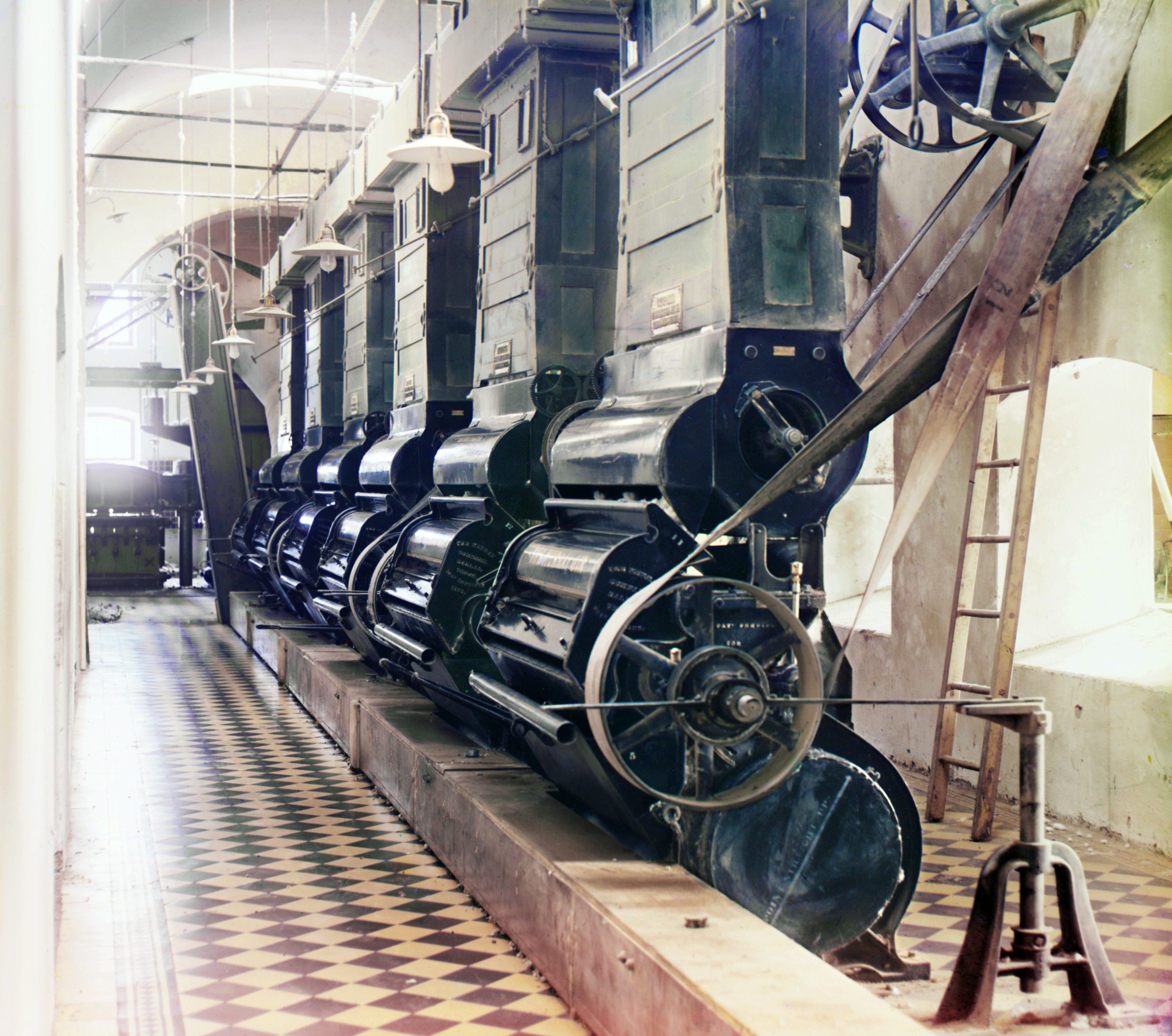
Serguéi Prokudin-Gorski, Molino textil de algodón, Taskent, c. 1910

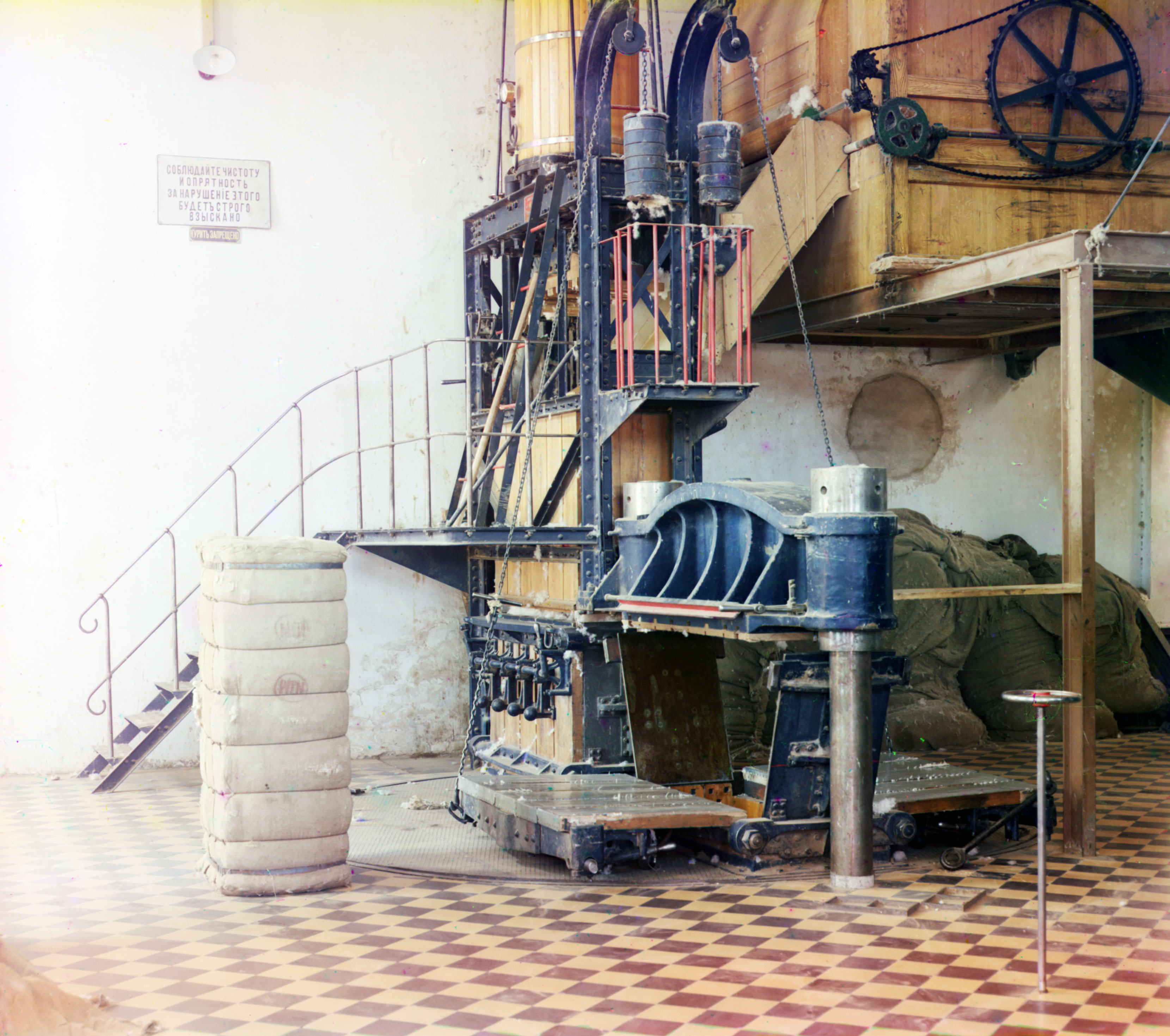
Serguéi Prokudin-Gorski, Compactación de balas de algodón, Murghab, (Tayikistán), c. 1910

En cualquier caso la política de expansión rusa en la década de 1860 tuvo como uno de los objetivos estratégicos el control del valle de Ferganá, una zona de cultivo de algodón de 300 km por 170 km que controlaba la ruta Samarcanda-Andiyán-Taskent. Kokand era la principal posición de este valle algodonero turcófono y fue tomada en 1876 por el general Mijaíl Skóbelev al anexionarse el kanato homónimo. Los emiratos de Jiva y Bujará quedaron como vasallos autónomos con sus economías algodoneras integradas en la del Turquestán ruso.
La segunda guerra ruso-turca en 1877-1878 supuso la consolidación de industria del algodón en Rusia: la media anual de tejidos de algodón por persona se dobló en los veinte años entre 1856-1860 y 1876-1880.
El Turquestán vio bajo el gobernador ruso Konstantín von Kaufman la introducción del algodón Sea Island y el algodón Jumel, más rentables que las variedades preexistentes, que permitieron grandes mercados algodoneros como Kasgar, Ferganá o Zarafshán. Los rusos extendieron el cultivo del algodón a nuevas zonas de la región como Merv gracias a una plantación imperial. Sus intentos de mecanizar y tecnificar la agricultura en la región fueron en cambio menos exitosos como lo fue el intento de colonizar el territorio y concentrar las explotaciones agrarias.
Otro objetivo ruso fue impulsar el riego en la zona. La existencia de barrancos secos había generado una gran especulación sobre el potencial desvío del Amu Daria hacia el mar Caspio, irrigando la zona y garantizando el transporte. El gran duque Nicolás Constantínovich de Rusia fue uno de los promotores de esos proyectos en la región, que si bien no lograron desviar el río y fracasaron en el Bujará-Aryk, tuvieron éxito en el tramo Jiva-Aryk. El canal permitió regar la Estepa Hambrienta, la zona al oeste del valle de Ferganá. Gracias al riego, el Óblast de Ferganá se desarrolló como gran productor y exportador de algodón. El algodón pasó del 5-7 % a al 72,5 % de la producción agrícola de la región. En la zona circundante, hoy en las actuales Uzbekistán y Kirguistán se plantearon numerosos proyectos de reservorios y plantas hidroeléctricas.
Igualmente se planearon ferrocarriles como el Trans-Caspio para solucionar el transporte del material. Incluso aun así el imperio ruso aplicaba a principios del siglo XX aranceles a la importación de algodón para mantener competitiva la producción interna. Se trató de una política industrial enmarcada en el intento de desarrollar una economía privada en Rusia, que logró la integración de Asia Central en la economía del imperio. Uno de los éxitos de esta política fue el establecimiento por parte de empresas textiles del occidente ruso de plantas en el Turquestán para el desmotado con el fin de estandarizar las calidades. Con el tiempo se generó una industria autóctona operada por rusos asentados en el Turquestán e indígenas que vendía producto semiprocesado a las industrias textiles de la zona más industrializada del imperio.
A su vez el precio pagado por el algodón para exportar a las fábricas incentivó la producción intensiva en el Turquestán más allá de la autosuficiencia, dedicando más superficie al cultivo y pagando salarios a trabajadores para aumentar la producción. Muchos agricultores cuyos recursos eran demasiado escasos para ello terminaron en cambio arruinados y perdiendo sus tierras. La extensión del cultivo agravó el déficit de cereales y otros alimentos en la región, que se volvió más dependiente de importaciones.
La economía del algodón se extendía más allá del control directo ruso, con localidades en el Xinjiang bajo dominio qing como Turfán, Urumqi, Kasgar o Yili siendo focos de exportación al imperio ruso a principios del siglo XX.

## Historia moderna:sigloXX

### Gorgojo del algodón en los Estados Unidos (1892-1920)
El granjero dijo al mercante

Necesito algo de carne y comida.

Vete de aquí, bastardo,

Tienes gorgojos en tu campo.

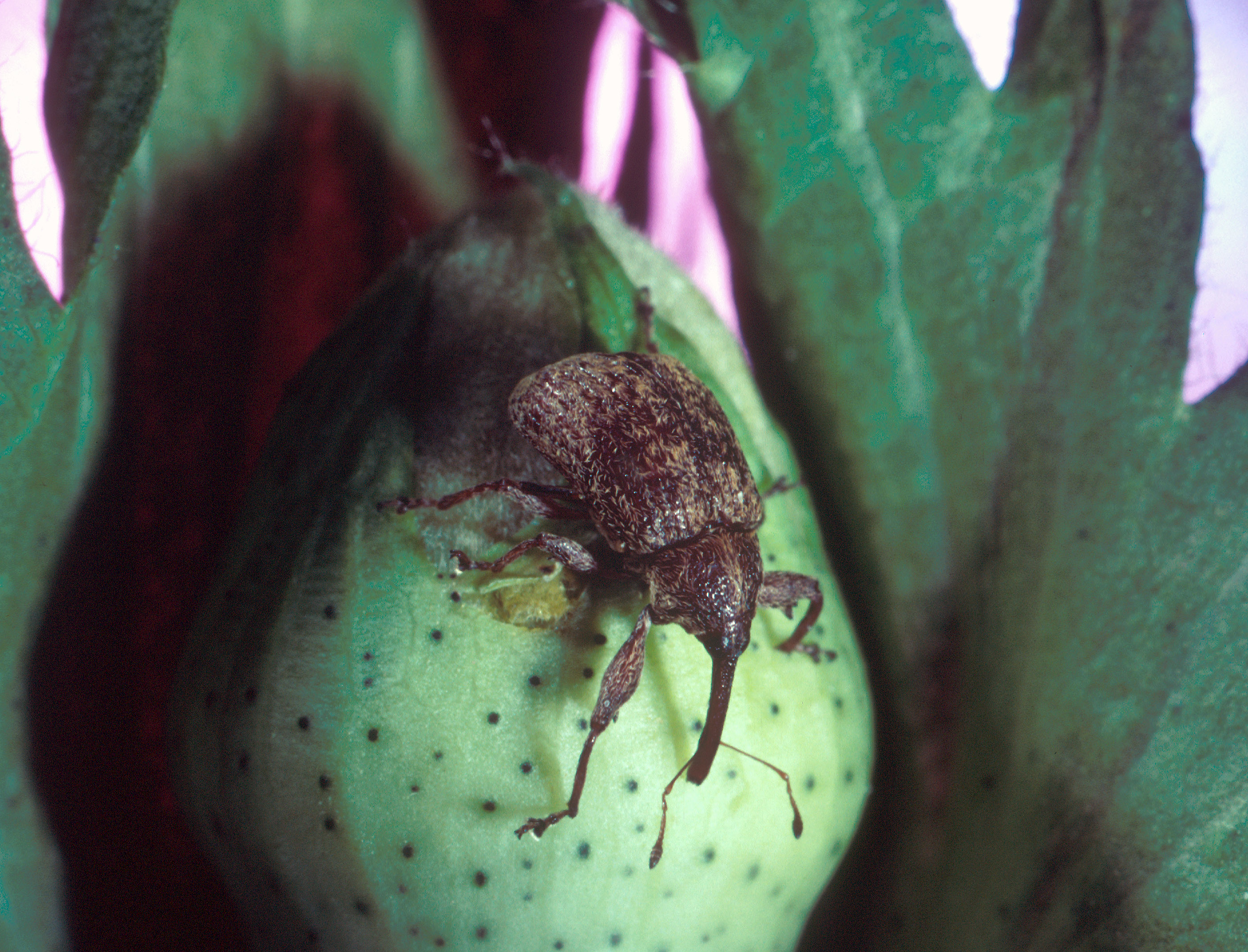
Un gorgojo

Vete a tu casa, vete a tu casa.
Carl Sandburg, "The Boll Weevil Song", 1920

El gorgojo del algodón es un insecto que se introdujo en los Estados Unidos desde México en 1892,dando lugar a 100 años de problemas para la industria del algodón de los EE. UU. Muchos consideran al gorgojo un agente de cambio en el Sur casi tan importante como la Guerra Civil, responsable de cambios económicos y sociales. En total, se estima que el gorgojo causó 22 mil millones de dólares en daños. A finales de la década de 1950, la industria de algodón de los EE. UU. afrontó problemas económicos priorizándose la erradicación del gorgojo. El Servicio de Investigación Agrícola construyó un Laboratorio de Investigación del Gorgojo, que diseñó trampas de detección y señuelos de feromonas. El programa fue exitoso, reduciéndose el uso pesticidas significativamente mientras se erradicaba la plaga de varias áreas.
En cualquier caso, durante el siglo XX, la ocupación en la industria del algodón estadounidense disminuyó gradualmente a medida que las máquinas empezaron a reemplazar a los trabajadores, y la mano de obra rural del Sur se redujo durante la Primera y la Segunda Guerra Mundial.

### La cuestión del algodón en la independencia de la India (1920-1947)

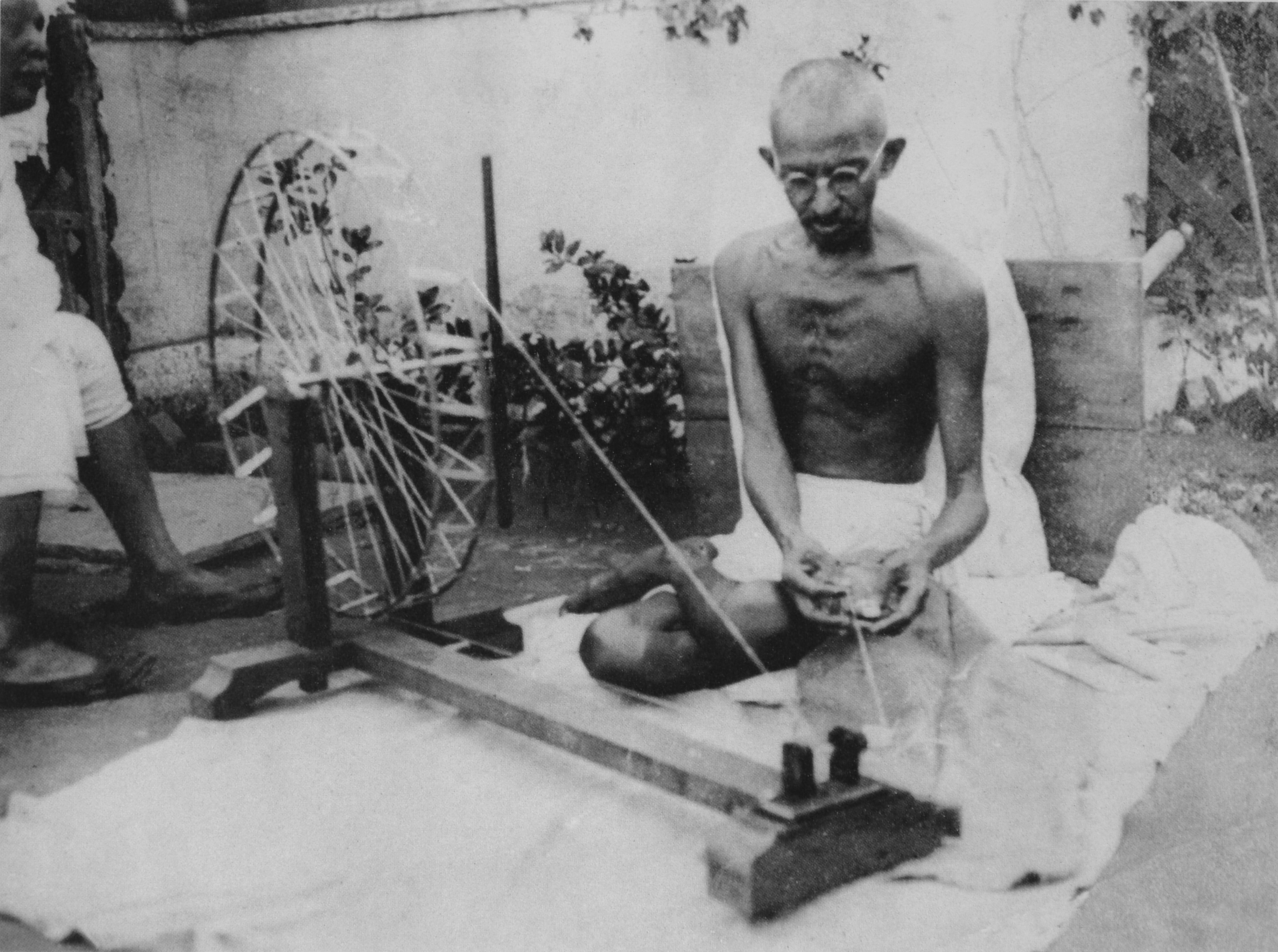
Gandhi con una rueda de hilar

La industria de algodón india sufrió durante el siglo XIX tardío debido a su producción no mecanizada y el dominio estadounidense del mercado global. La India, dejando de ser un exportador relevante de tejidos de algodón, llegó a convertirse en el mayor importador de tejidos británicos. Mohandas Gandhi creía que el algodón se ligaba estrechamente con la autodeterminación india. En la década de 1920 el movimiento Khadi supuso un boicot masivo de bienes de algodón británico, instando a los indios a usar los sencillos tejidos de algodón locales o khadi. El algodón pasó a ser así un símbolo importante en la lucha por la independencia india, con el chakri o rueda de hilar pasando a ser un símbolo nacional.
Durante la Segunda Guerra Mundial, las escaseces de productos británicos crearon una alta demanda de khadi y 16 millones de yardas de tela fueron producidos en nueve meses. El Raj británico declaró al khadi un elemento subversivo y una amenaza al gobierno imperial británico. Se empleó la confiscación y quema de inventarios y la prisión de sus productores, enconando la resistencia
En la segunda mitad del siglo XX, la caída de la industria de algodón europea llevó a una recuperación de la industria de algodón india, que empezó a mecanizarse y a ser capaz de competir en el mercado mundial.

### El declive de la industria de algodón británica en elsigloXX(1912-1980)
En 1912, la industria de algodón británica se encontraba en su apogeo, produciendo ocho miles de millones yardas de tela. Durante la Primera Guerra Mundial, el algodón no pudo ser exportado en el mercado internacional y algunos países construyeron fábricas propias, particularmente en Japón. Para 1933 Japón tenía fábricas funcionando 24 horas al día y era el mayor productor de tejidos algodón del mundo. La demanda de algodón británico se desplomó y durante el periodo de entreguerras 345 000 trabajadores dejaron la industria cerrando 800 fábricas.
El boicot indio de productos de algodón británico devastó el sector en Lancashire, cerrando 74 fábricas en Blackburn en cuatro años.
Durante la Segunda Guerra Mundial, la industria de algodón británica vio un aumento en trabajadores, con los molinos de Lancanshire recibiendo encargos de paracaídas y uniformes para la guerra.
En las décadas de 1950 y 1960, muchos trabajadores provenientes del subcontinente indio fueron animados a buscar trabajo en Lancashire. El aumento en la fuerza laboral llevó a la extensión de la producción con un tercer turno nocturno. Este renacimiento de la industria textil no duró mucho tiempo y para 1958, Gran Bretaña se había convertido en un importador neto de tejidos de algodón.
La modernización de la industria británica fue alentada en 1959 con la Ley de la Industria del Algodón.
Los cierres de empresas continuaron en Lancashire al ser estas incapaces de competir con la industria extranjera. Durante las décadas de 1960 y 1970 cerraba casi un molino a la semana. Para 1980, la industria textil del Noroeste de Gran Bretaña casi había desaparecido.

### El cultivo de algodón y la política industrial de la URSS (1928-1990)

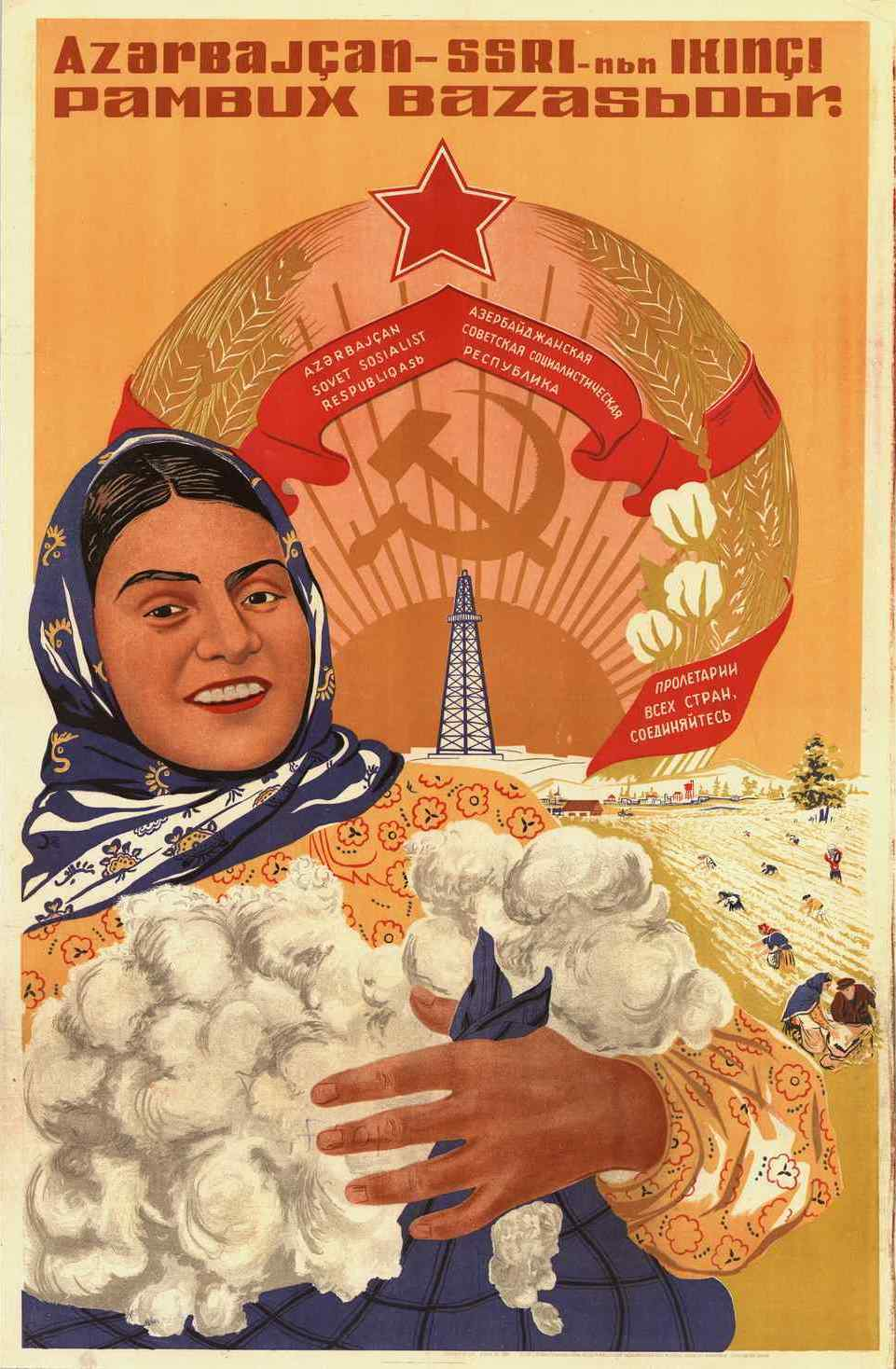
Póster de Azerbaiyán de 1937 que muestra una mujer algodonera

La producción rusa de algodón aumentó drásticamente bajo el régimen soviético, con un esfuerzo deliberado desde el primer Plan Quinquenal para potenciar el cultivo de algodón. Se cambió la producción de cultivos alimenticios por la de algodón, pese al malestar generado dentro de las comunidades preexistentes por este reajuste externo entre 1928 y 1932. Los nómadas y campesinos uzbecos y turcomanos emplearon métodos como la resistencia pasiva para mostrar su oposición a tales políticas.
Este cambio de foco en la producción indudablemente ayudó al cumplimiento por lo menos parcial de las metas oficiales soviéticas junto con el hecho de que algunas repúblicas del Asia Central eran efectivamente más aptas para una producción algodonera que cerealística. El gobierno controlaba estrictamente la industria e introdujo cuotas para asegurar una producción eficiente en granjas colectivas llamadas koljós. Asimismo, se realizaron importantes obras públicas para regar, afectándose las cuencas de los ríos Amu Daria y Sir Daria y se llegaron a plantear grandes trasvases desde los ríos siberianos que desembocan en el mar Ártico. Así se construyeron canales como el Canal Irtish-Karagandá o el Canal de Karakum y las aguas que recibe el mar de Aral se vieron gravemente reducidas. La República Socialista Soviética de Uzbekistán, particularmente, llegó a representar el 70 % de la producción soviética.
Asia Central no fue el único lugar donde la economía planificada soviética apostó por el algodón. Así en Azerbaiyán existía a principios del siglo XX una pujante industria local en Göyçay que usaba el río Kurá para exportar. y el cultivo del algodón fue convertido en una industria agrícola principal. En 1969, después de la elección de Heydar Aliyev como dirigente de Azerbaiyán, la producción de algodón era 300 mil toneladas mientras que en 1981 la cifra alcanzaba 1 millón 15 mil toneladas.
Entre 1976 y 1983, la dirección de la República Socialista Soviética de Uzbekistán defraudó al Banco central soviético al inflar falsamente las cosechas de algodón uzbeko, calificándose el «escándalo del algodón» durante el mandato de Sharof Rashidov como el más notorio escándalo en Uzbekistán y una causa de descrédito de la élite política uzbeka. Desde la independencia, las cuotas al estilo soviético han permanecido intactas y el gobierno uzbeko sigue dominando la industria nacional.

### El cultivo del algodón en el mundo postcolonial (1945-2000)

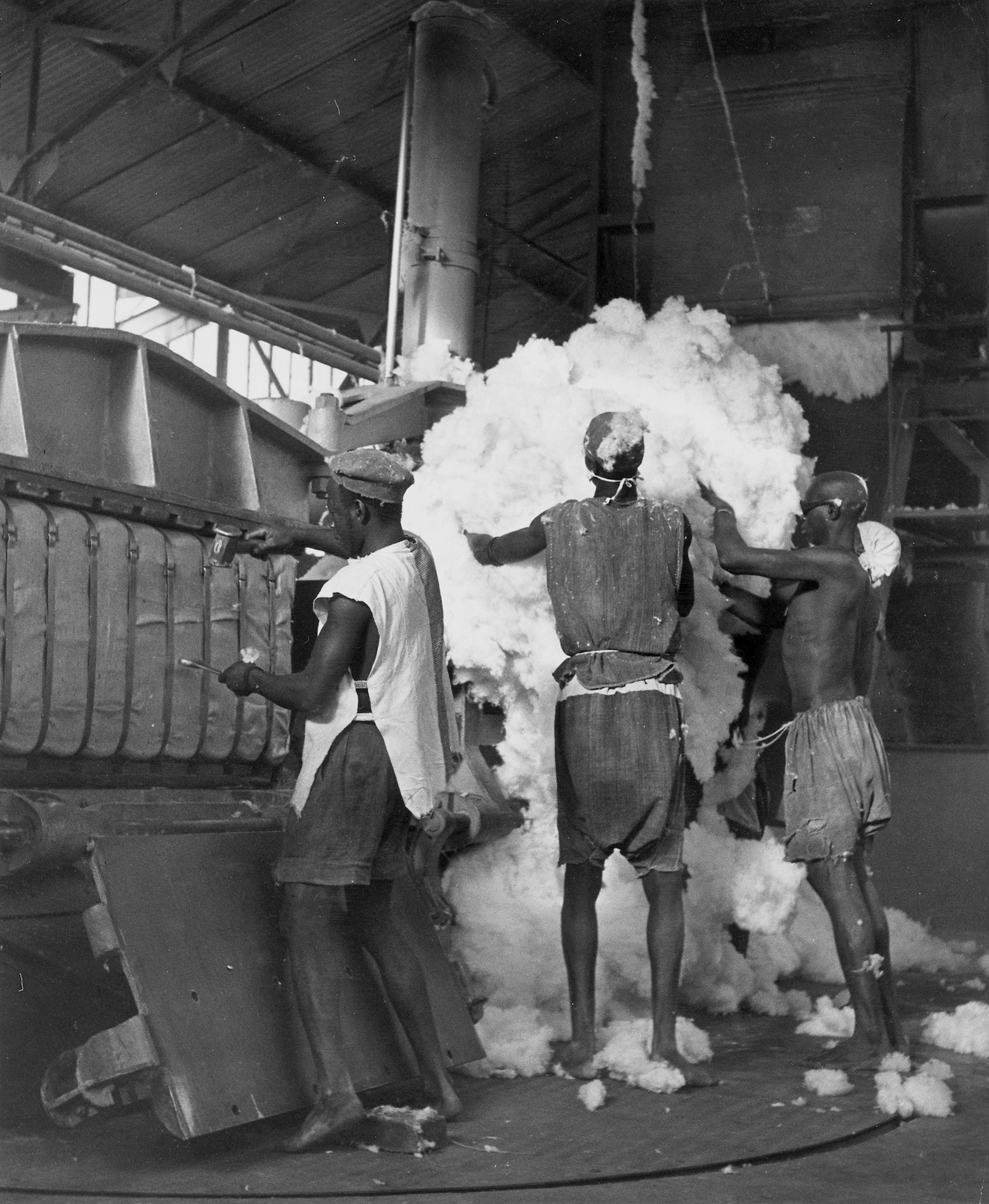
Desmotado del algodón en Níger en 1951.

La política pública intervencionista que siguió en Francia a la Segunda Guerra Mundial llevó a un desinterés de la iniciativa privada y una caída de precios del algodón en los mercados internacionales en el periodo 1951-1973. En 1949 se creó la Compagnie française pour le développement des textiles (CFDT) para organizar los cultivos en las colonias francesas, con sede en Bobo-Dioulasso, Alto Volta.
Siguiendo la independencia de numerosos países en los quince años siguientes, la mayoría de las antiguas colonias francesas transformaron sus filiales algodoneras en sociedades mixtas siguiendo la filosofía de la CFDT, que típicamente se mantuvo en el accionariado: la Sodecoton en Camerún, la Compagnie ivoirienne pour le développement des textiles (CIDT) en Costa de Marfil, la Compagnie malienne pour le développement du textile en Mali, la CotonTchad en Chad, la Société centrafricaine de développement agricole (Socada) en la República Centroafricana, la Société togolaise du coton (Sotoco) en Togo, la Sodefitex de Senegal, la Société nationale pour la promotion agricole (Sonapra) de Benín y la Société burkinabè des fibres textiles (Sofitex) en Alto Volta.
De 100 000 toneladas de algodón cosechadas en 1950 la producción creció hasta 500 000 toneladas en 1980, y finalmente hasta 2,6 millones de toneladas en 2004. Particularmente, Burkina Faso representa un cuarto del total. El periodo de mayor crecimiento fue la década de 1990, marcada por la devaluación del franco CFA que duplicó las exportaciones africanas. La producción de la zona francófona, en toneladas es según las estadísticas de CFDT/Dagris:
| Año        | 1950    | 1960    | 1980       | 1990     | 2000       | 2004         | 2008         |
| Producción | 100 000 | 200 000 | 1/2 millón | 1 millón | 2 millones | 2,6 millones | 1,3 millones |

África Occidental y Central pasó así a ser el segundo exportador mundial de fibra de algodón, solo detrás de los Estados Unidos. Su productividad se multiplicó por cuatro entre 1960 y 1985, pasando de 100 a 400 kilos por hectárea, un 25 % por encima de la media mundial (319 kg/Ha), según Pierre Henri Texier, exdirector industrial de la Compagnie française pour le développement des textiles. Pese a ello, los subsidios agrícolas de Estados Unidos deprimieron los precios mundiales, haciendo difícil que los productores africanos pudieran competir.

## Actualidad

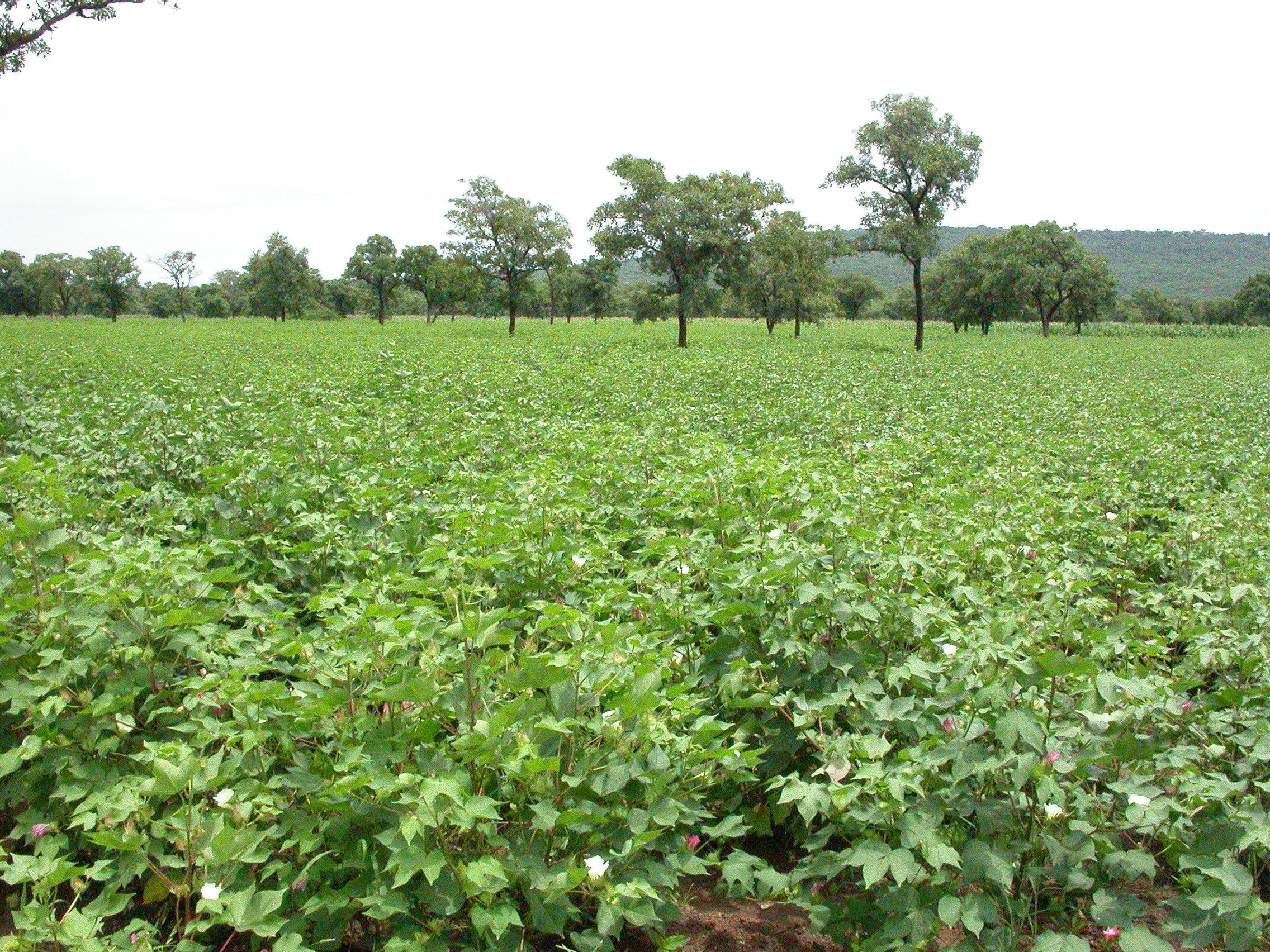
Plantación de algodón en Benín.

La producción textil se ha trasladado más recientemente de Europa Occidental a áreas de bajos sueldos. La producción industrial se localiza principalmente en India, Bangladés, China y en Latinoamérica. En estas regiones la mano de obra es mucho más barata que en el primer mundo. La biotecnología juega un papel importante en la agricultura de algodón, usándose algodón modificado genéticamente para resistir el Roundup, un herbicida de la compañía Monsanto, así como repeler insectos. El algodón orgánico está asimismo perdiendo cuota de mercado frente a las fibras sintéticas de productos derivados del petróleo.
La demanda de algodón se ha doblado sin embargo desde la década de 1980. Los productores principales de algodón, en diciembre de 2016, fueron India con en 26 %, China con el 20 % y los Estados Unidos con el 16 %. El exportador de algodón principal es los Estados Unidos, cuya producción es subvencionada por el gobierno con subsidios estimados en 14 mil millones $ entre 1995 y 2003. El valor de pelusa de algodón ha ido decreciendo durante sesenta años y el valor del algodón cayó un 50 % en 1997–2007. La industria textil global 23,6 millones de trabajadores con 75 % de mujeres.
Max Havelaar, una asociación de comercio justo, lanzó una etiqueta para el algodón en 2005, la primera existente para un producto no alimentario. Trabajando con pequeños productores de Camerún, Malí y Senegal, los acuerdo de comercio justo mejoran sustancialmente el precio pagado por los bienes y la adhesión a convenciones de la Organización Internacional del Trabajo. Tras dos años en Malí los labradores pudieron comprar suministros agrícolas y ganado e inscribir a sus hijos en la escuela.
Igualmente la industria del algodón en Xinjiang, que supone la mayoría de la producción china, ha sido puesta en entredicho dentro del escándalo por el uso de mano de obra forzosa y por las políticas antiuigures del gobierno chino. En enero de 2021 el gobierno de Estados Unidos restringió por ello la importación de algodón de Xinjiang.